# Rolf Armstrong

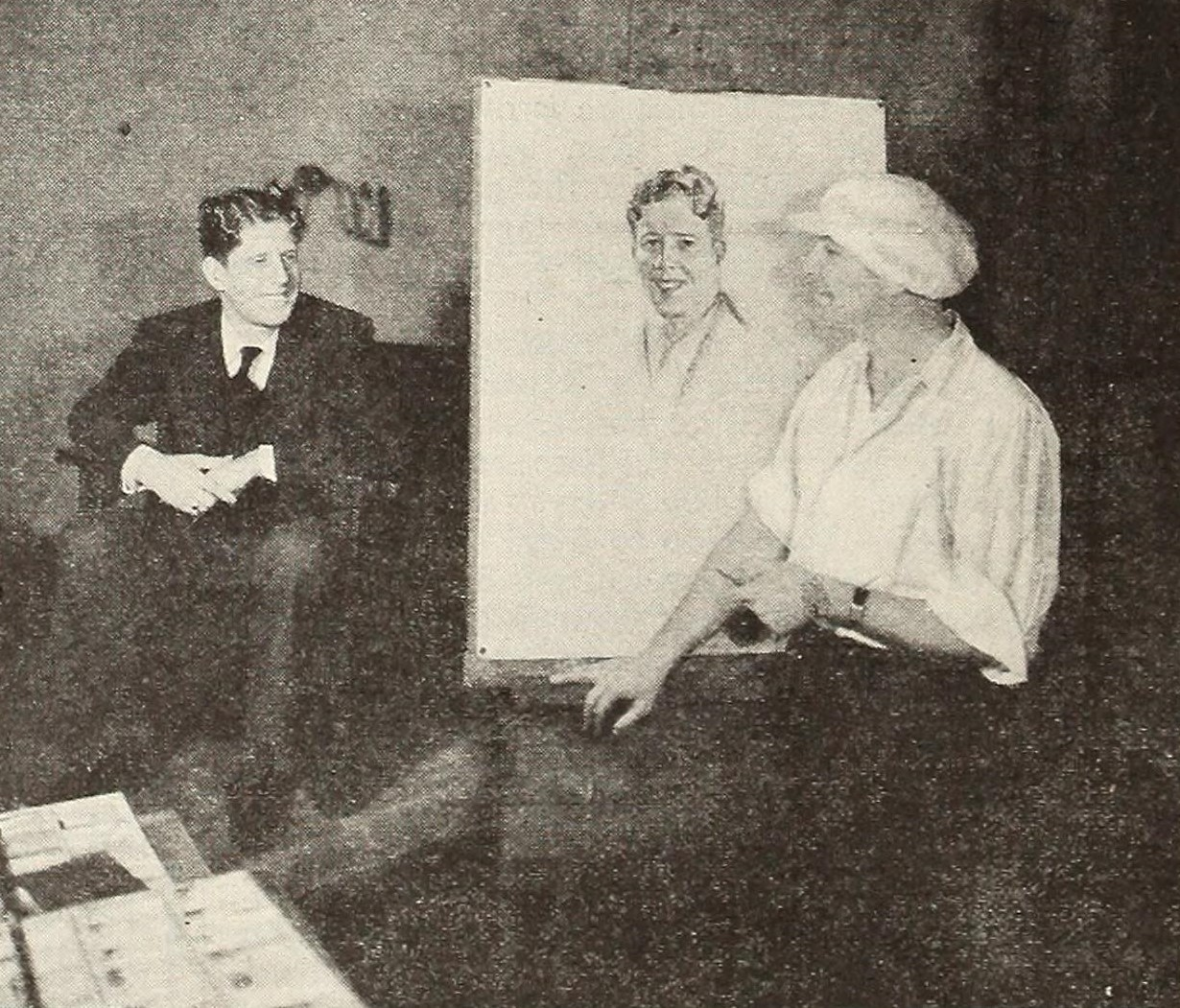
Armstrong retratando a Rudy Vallée (1930)

John Scott Armstrong (Bay City, Míchigan, 21 de abril de 1889-22 de febrero de 1960), más conocido como Rolf Armstrong, fue un retratista estadounidense dedicado, sobre todo, al estilo pin-up, tanto de chicas para calendarios como de actrices de cine, como Mary Pickford, Bebe Daniels, Constance Bennett y Greta Garbo, entre muchas otras, y actores como Boris Karloff  o James Cagney.
Entre sus colaboraciones para revistas más generalistas, sus retratos figuraban en revistas como Saturday Evening Post, Colliers, Puck, Life o Woman's Home Companion y más de 200 de sus retratos aparecieron en la portadas de revistas de cine como as Photoplay, Screenland o Pictorial Review.
El New York Times se refirió a él como «El padre de la chica del calendario».
Tras estudiar en el Art Institute de Chicago se trasladó a Nueva York para estudiar con Robert Henri, para posteriormente irse a París en 1919 para asistir a la Académie Julian.

## Galería de retratos

### Portadas

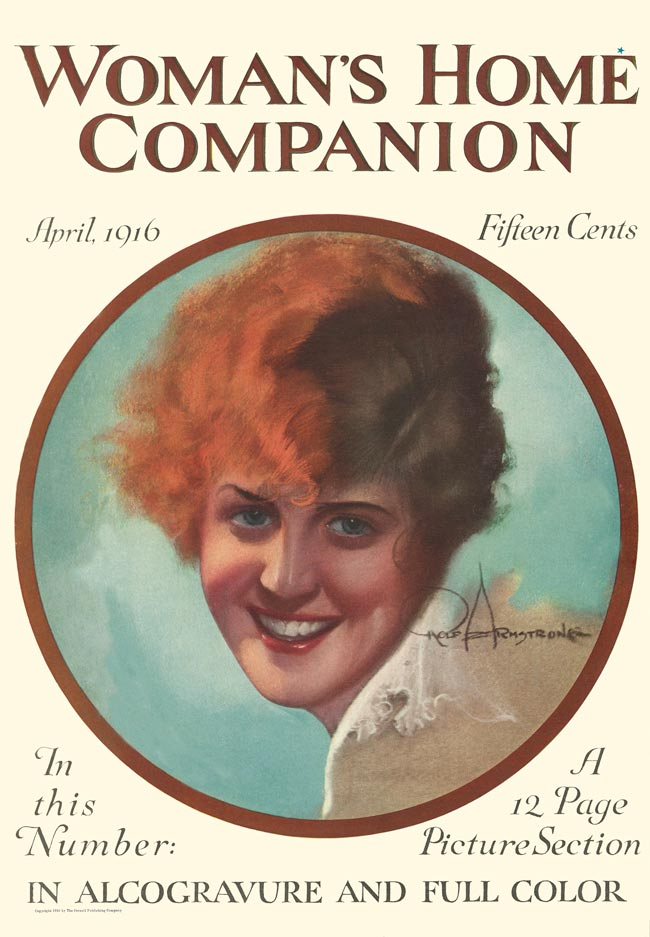
Woman's Home Companion abril de 1916
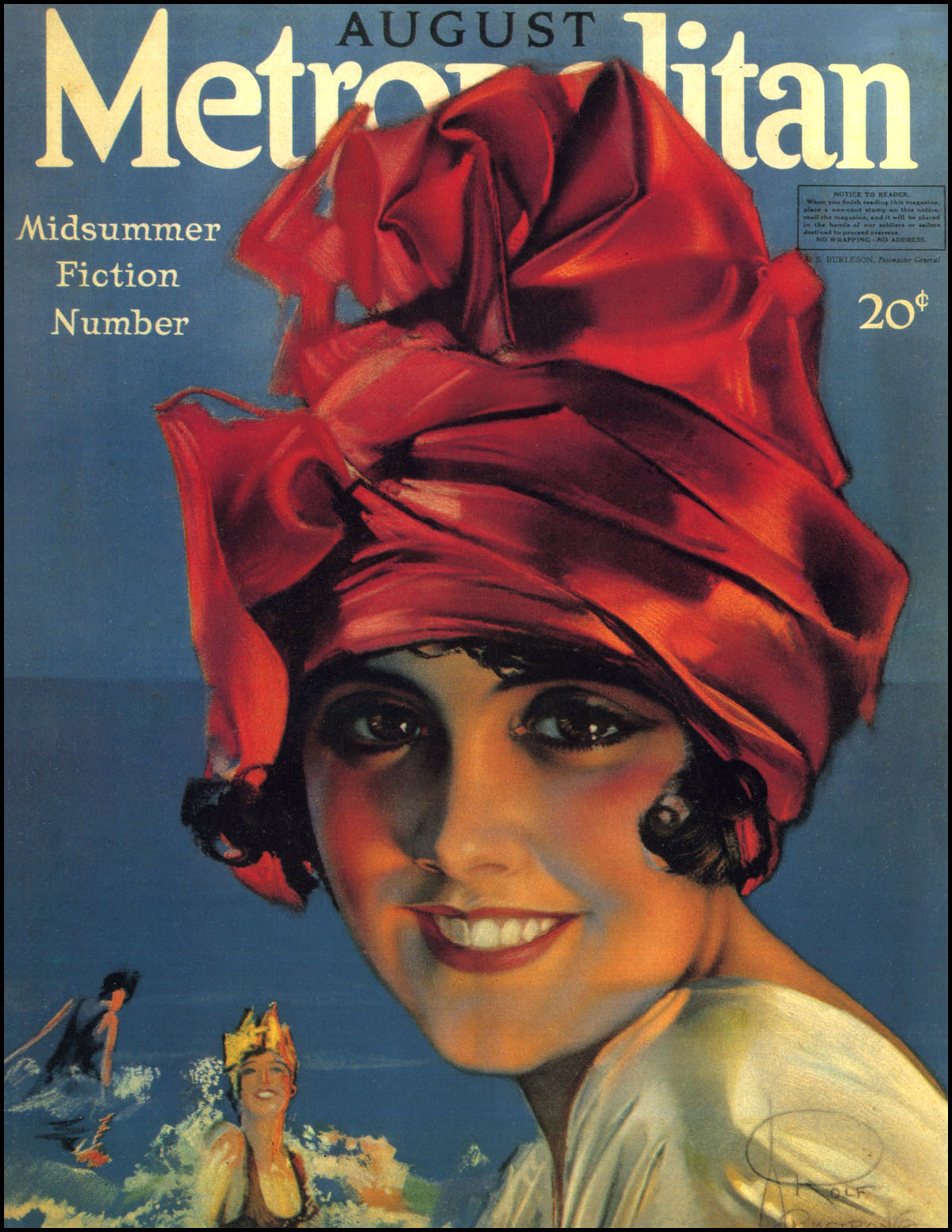
Metropolitan agosto de 1918
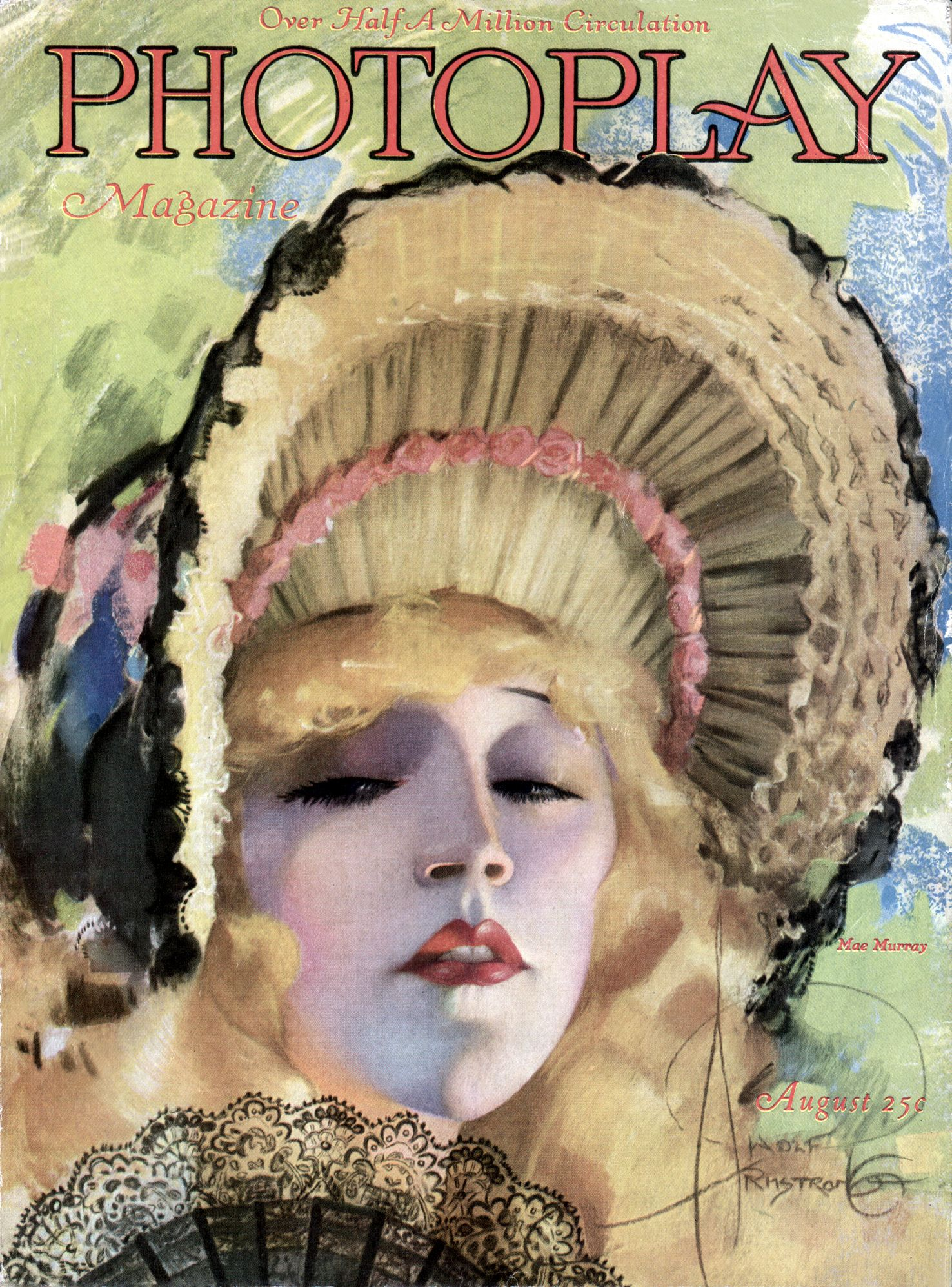
Mae Murray, Photoplay agosto de 1918
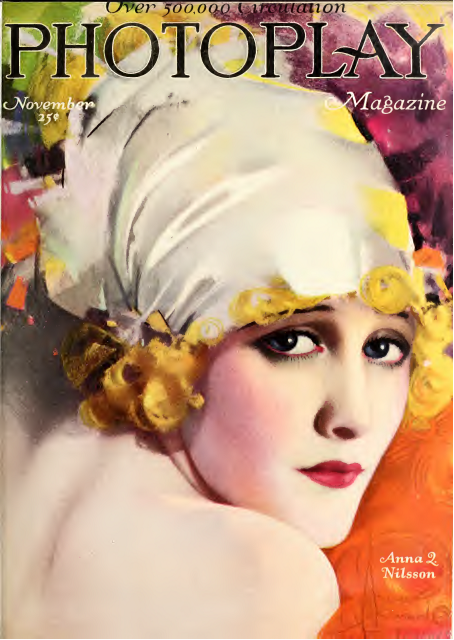
Anna Q. Nilsson Photoplay noviembre de 1918
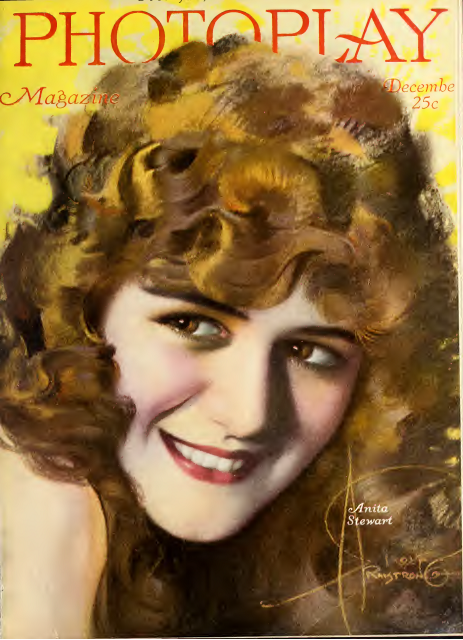
Anita Stewart Photoplay diciembre de 1918
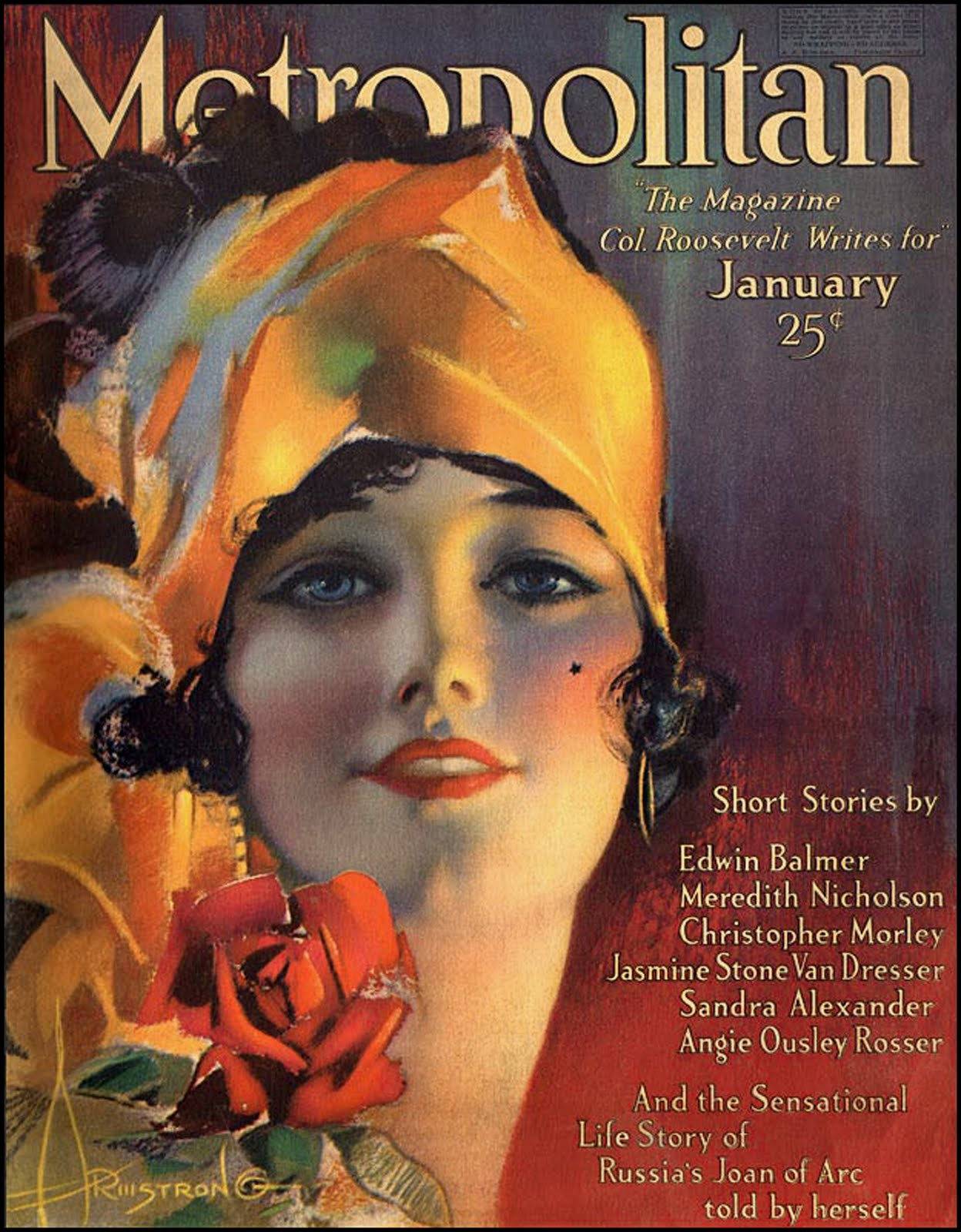
Metropolitan enero de 1919
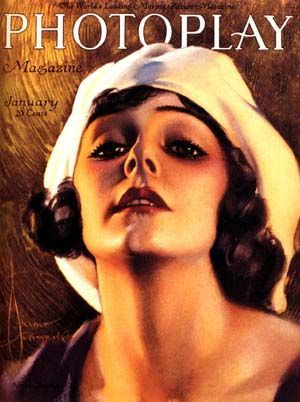
Norma Talmadge Photoplay enero de 1920
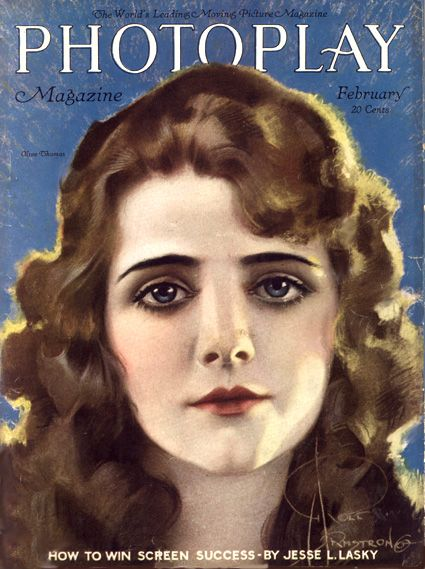
Olive Thomas Photoplay febrero de 1920
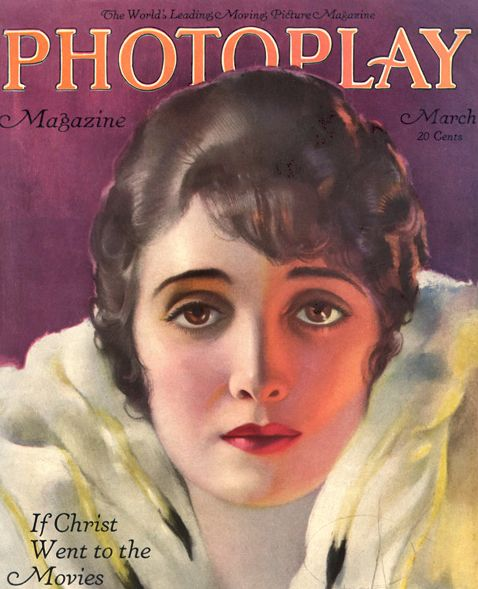
Alice Joyce Photoplay marzo de 1920
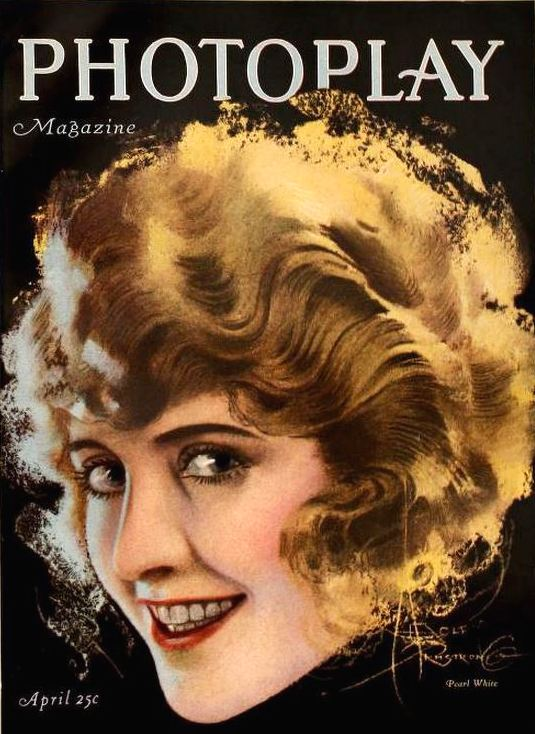
Pearl White Photoplay abril de 1920
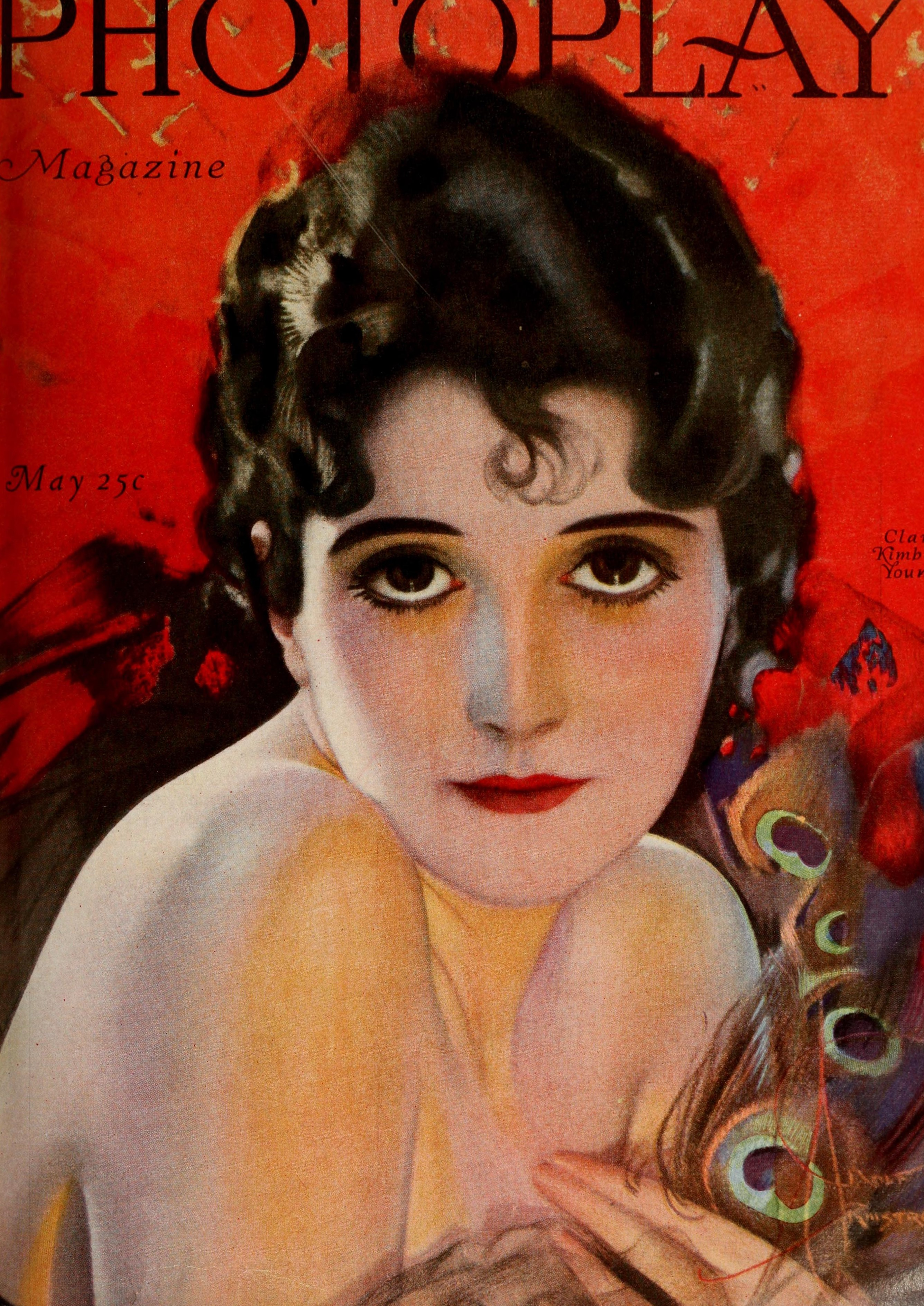
Clara Kimball Young Photoplay mayo de 1920
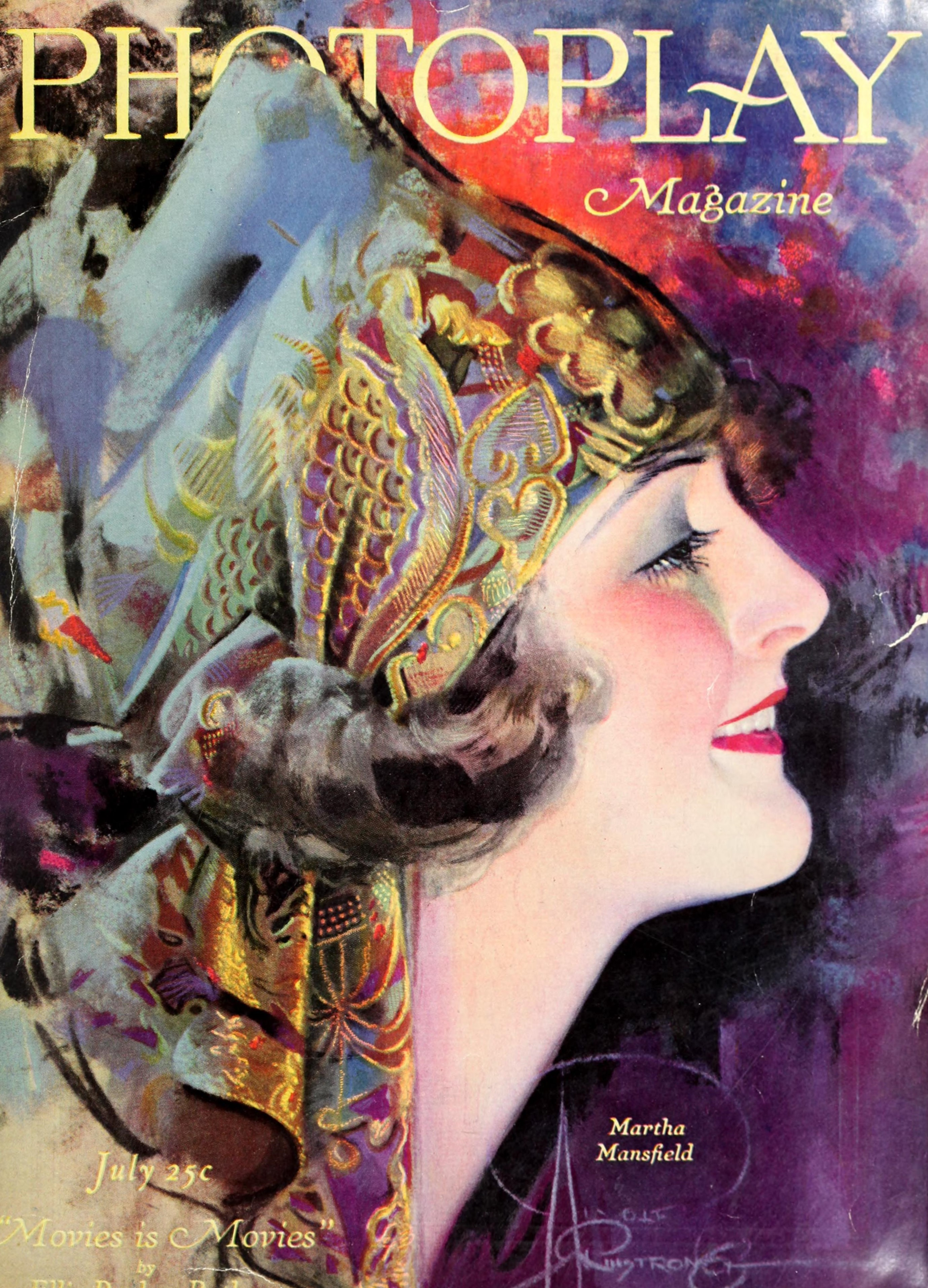
Martha Mansfield Photoplay julio de 1920
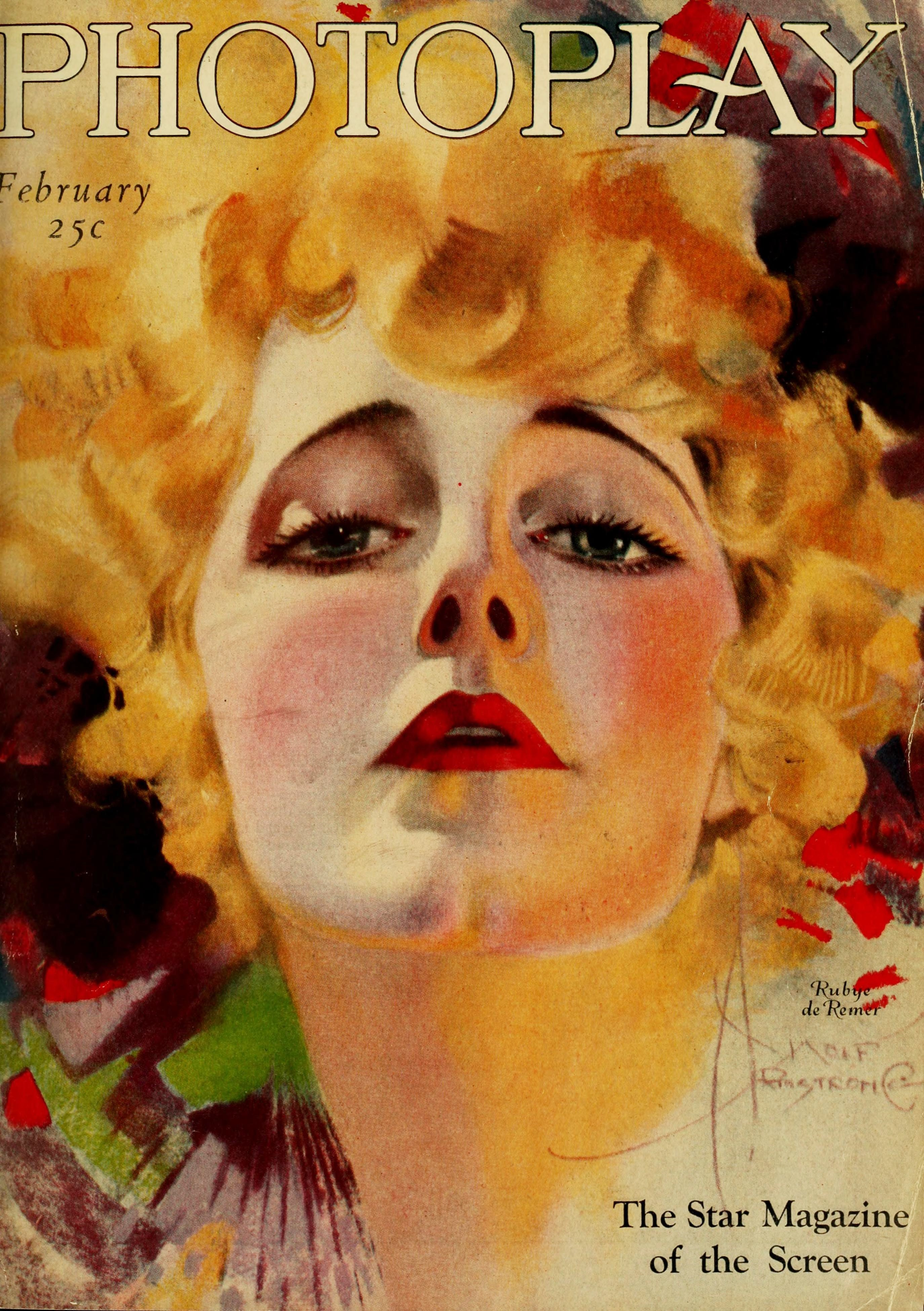
Rubye De Remer Photoplay febrero de 1921
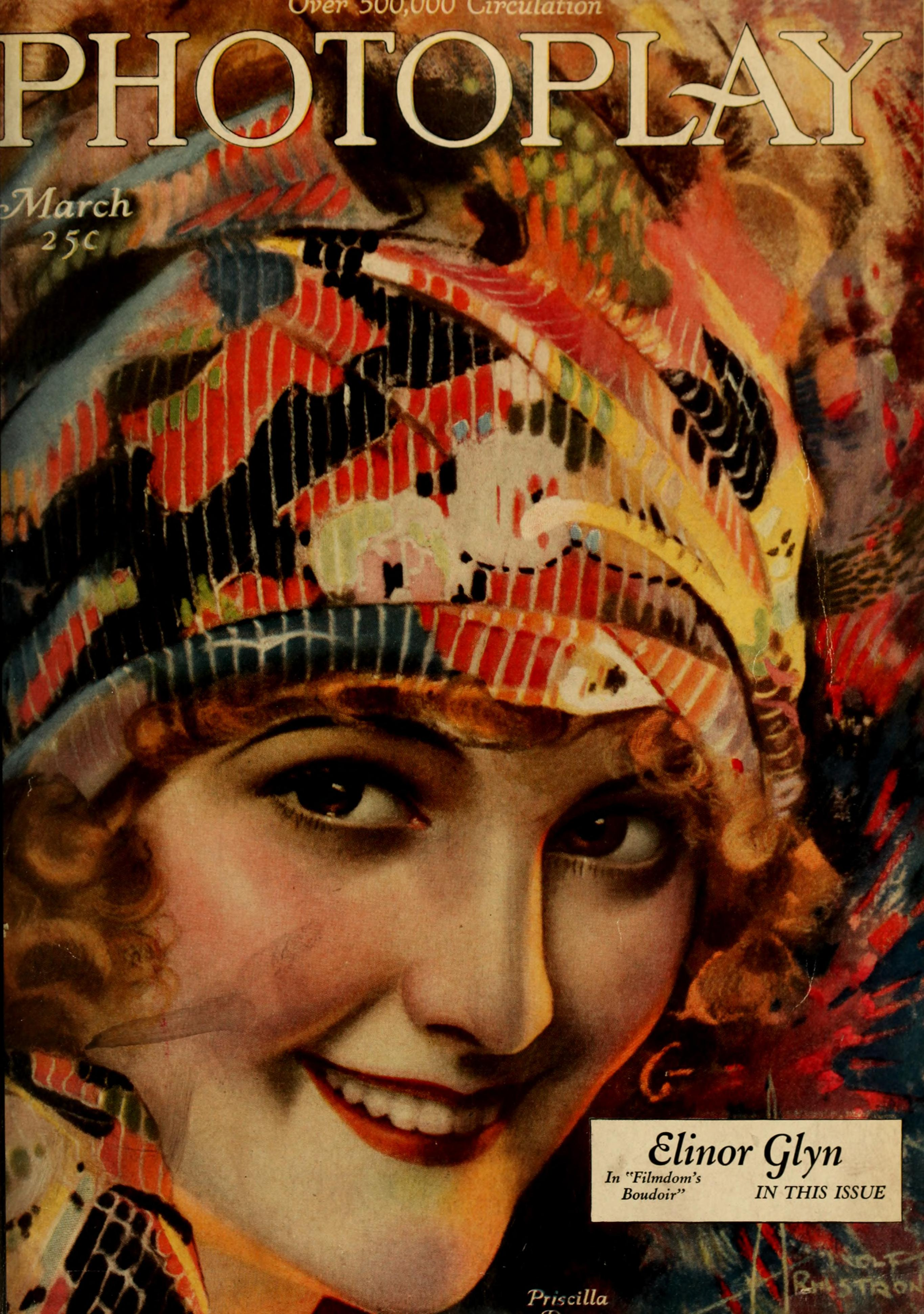
Priscilla Dean Photoplay marzo de 1921
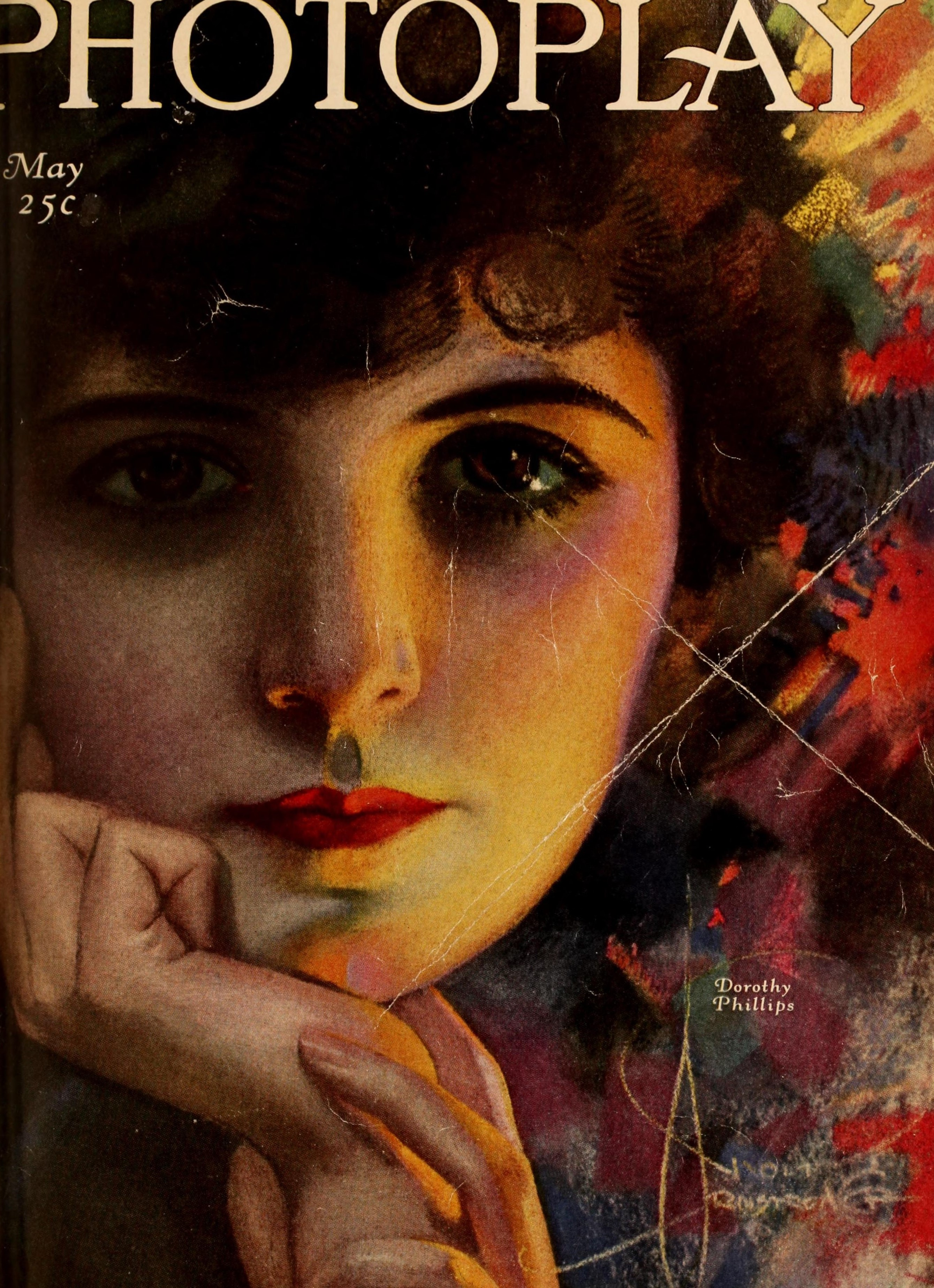
Dorothy Phillips Photoplay mayo de 1921
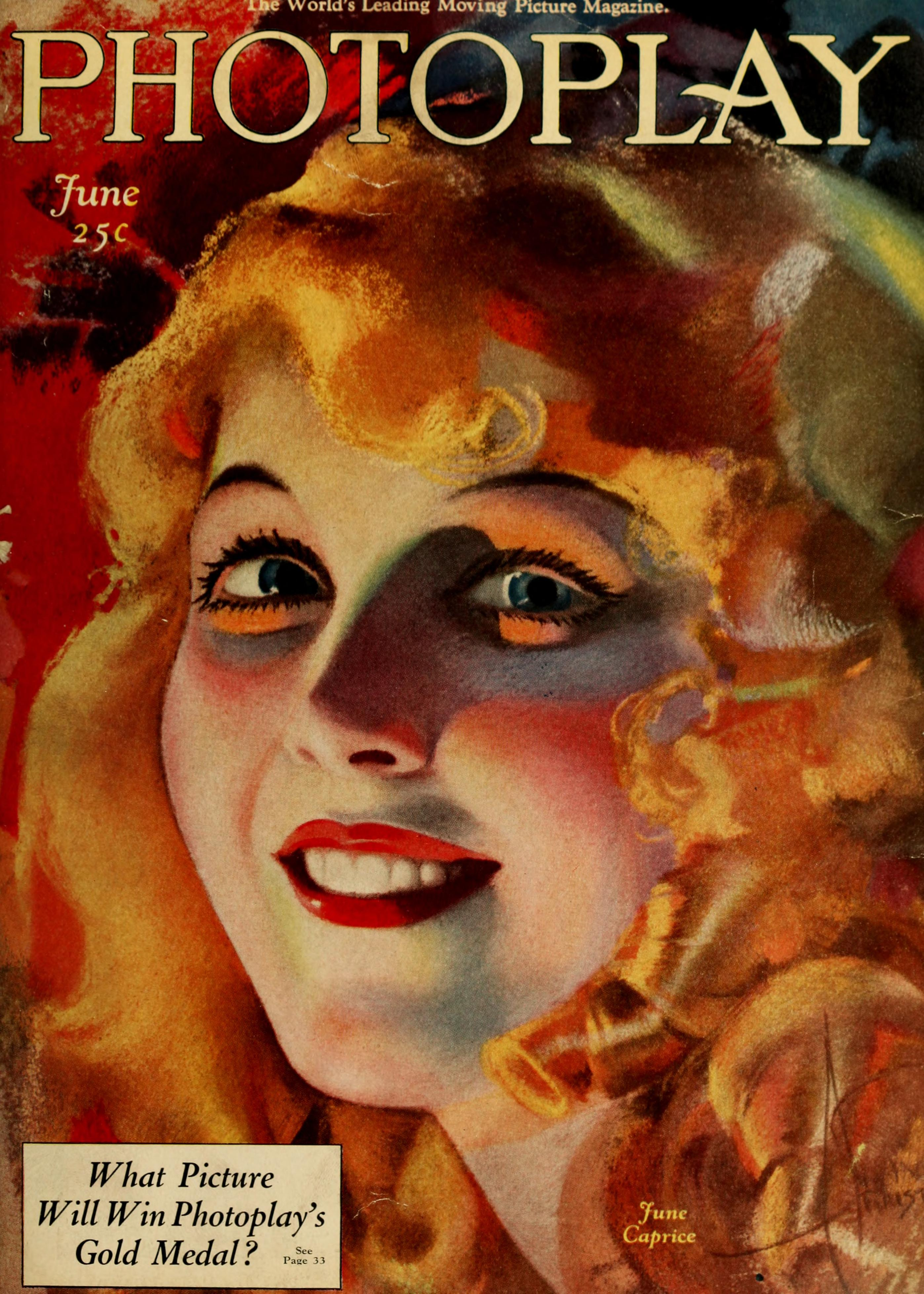
June Caprice Photoplay junio de 1921
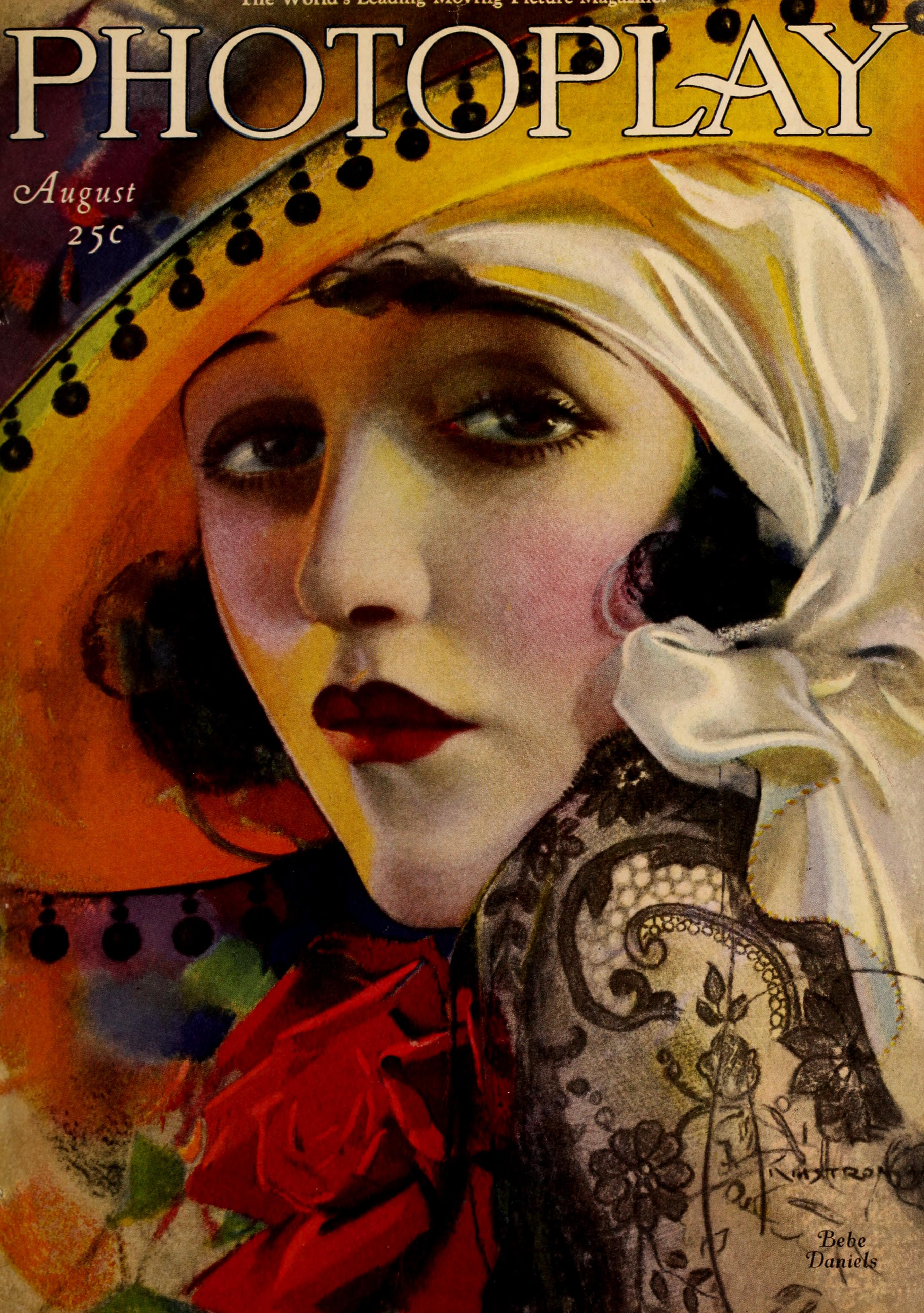
Bebe Daniels Photoplay agosto de 1921
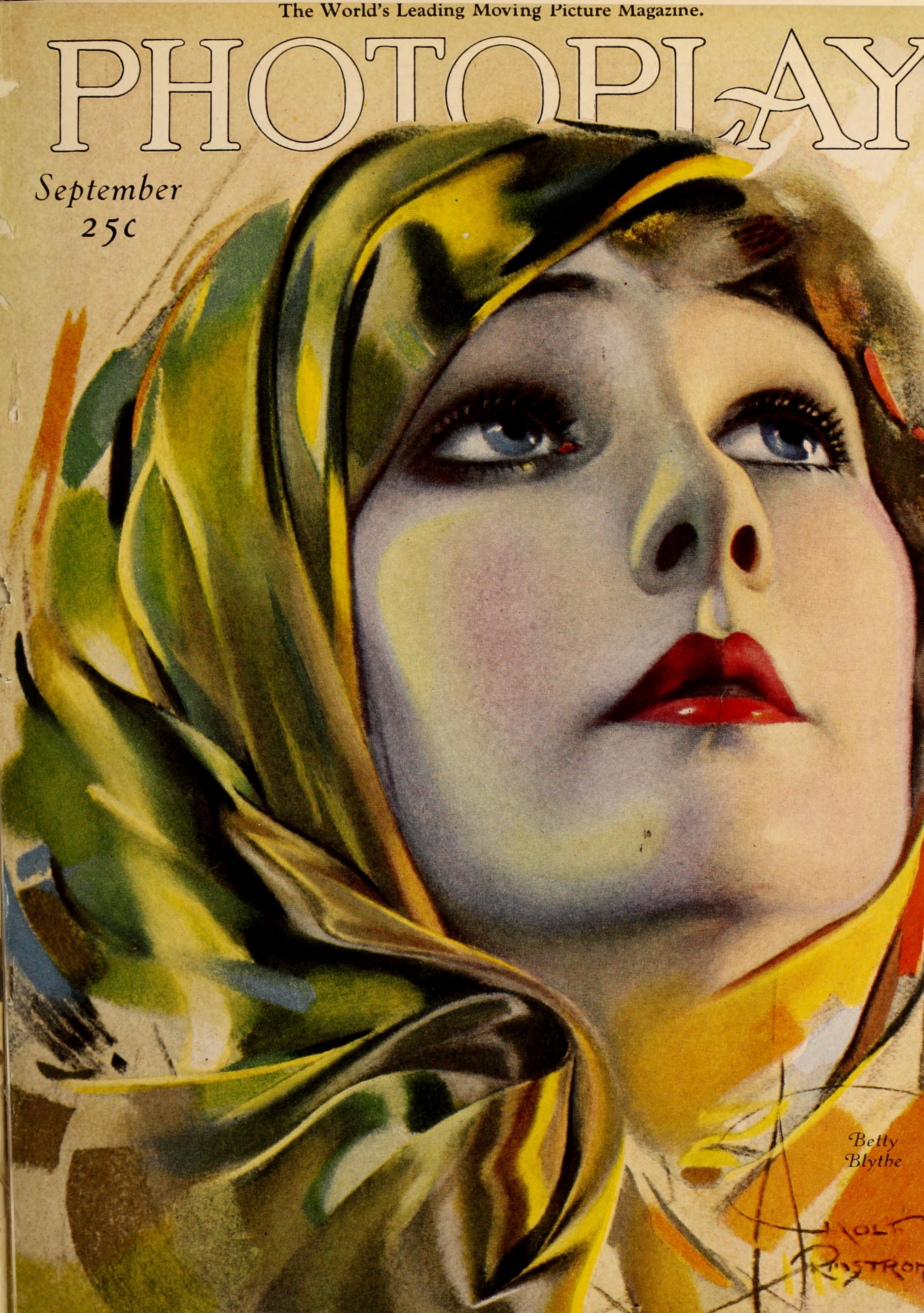
Betty Blythe Photoplay septiembre de 1921
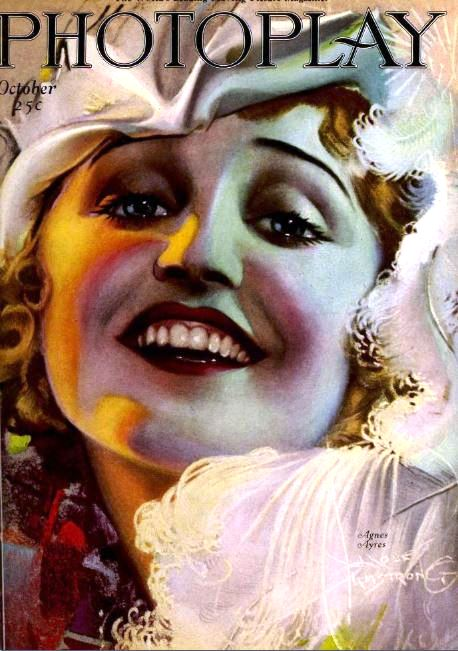
Agnes Ayres Photoplay octubre de 1921
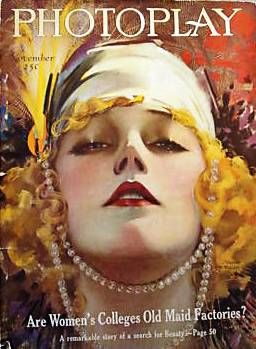
Marion Davies Photoplay noviembre de 1921
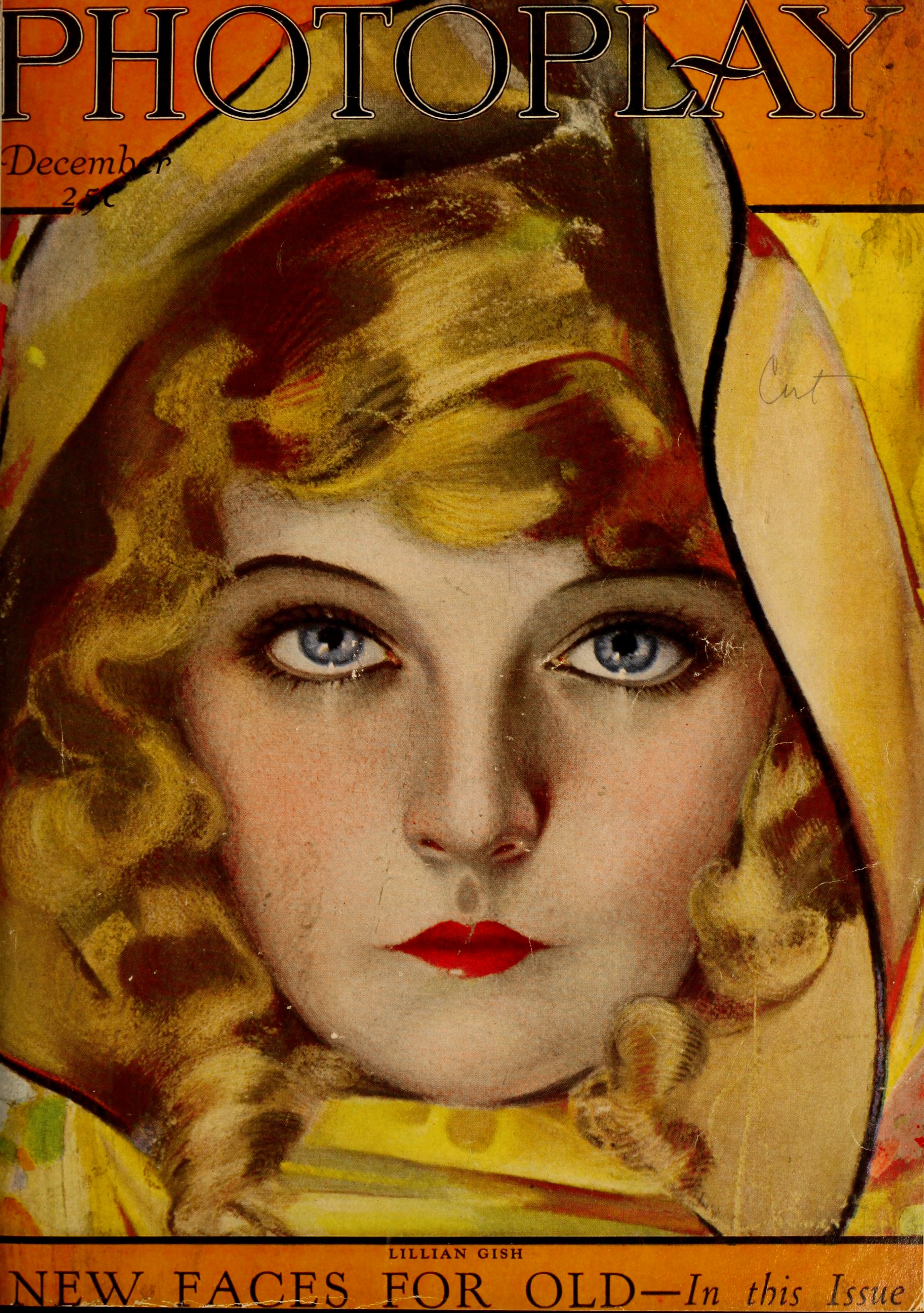
Lillian Gish Photoplay diciembre de 1921
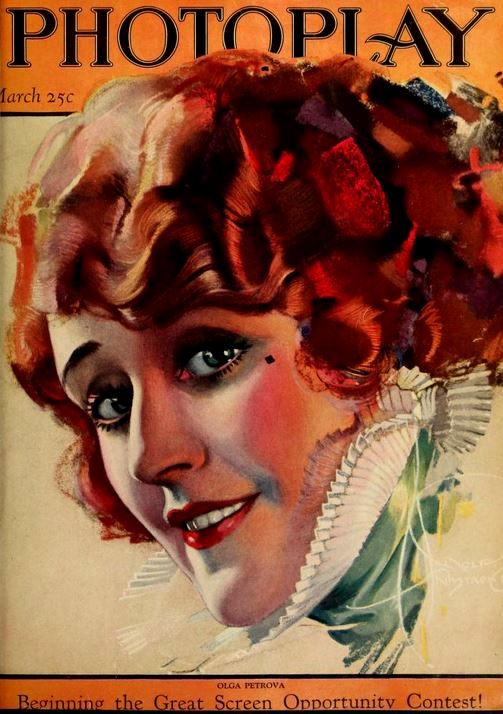
Olga Petrova Photoplay marzo de 1922
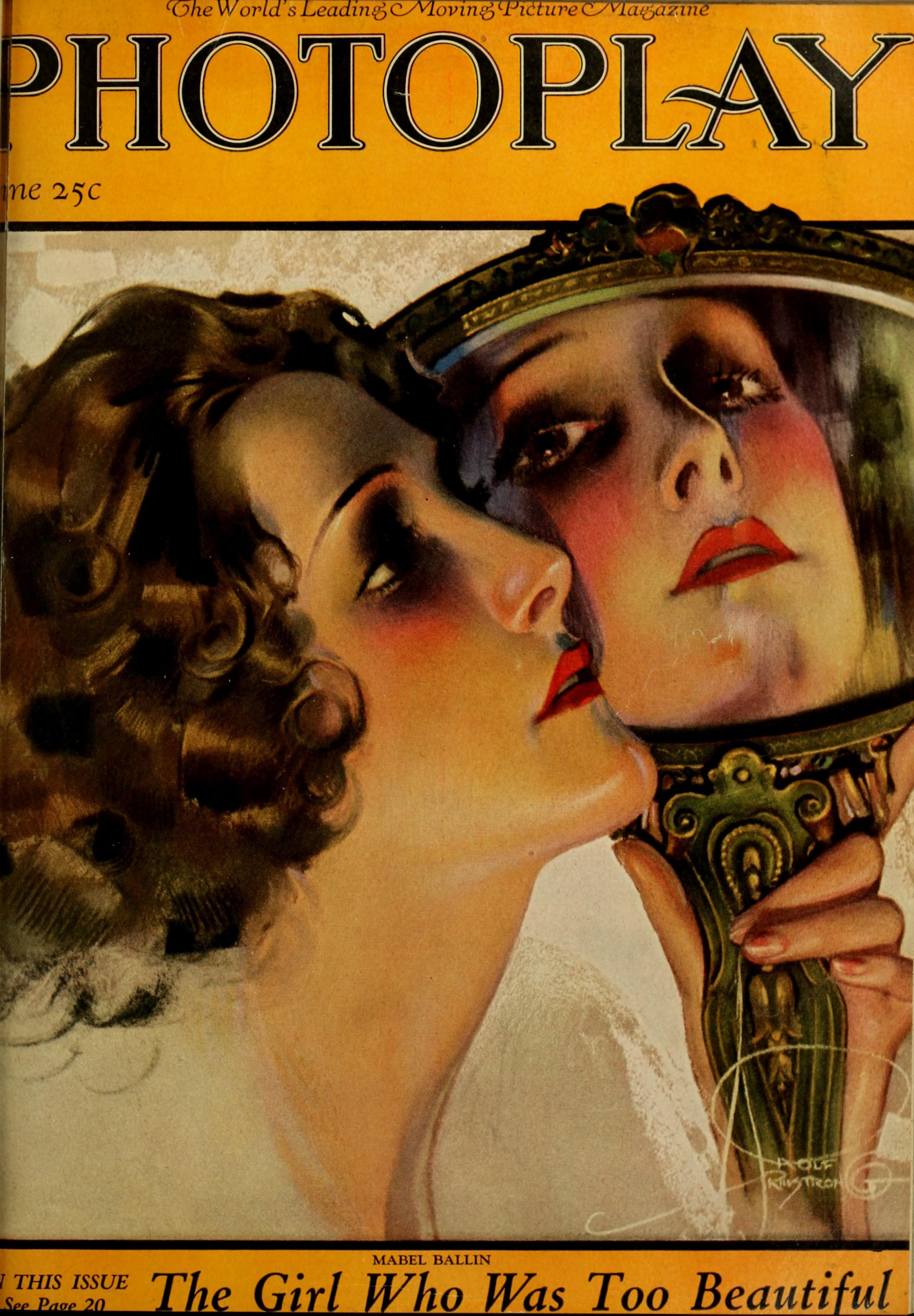
Mabel Ballin Photoplay junio de 1922
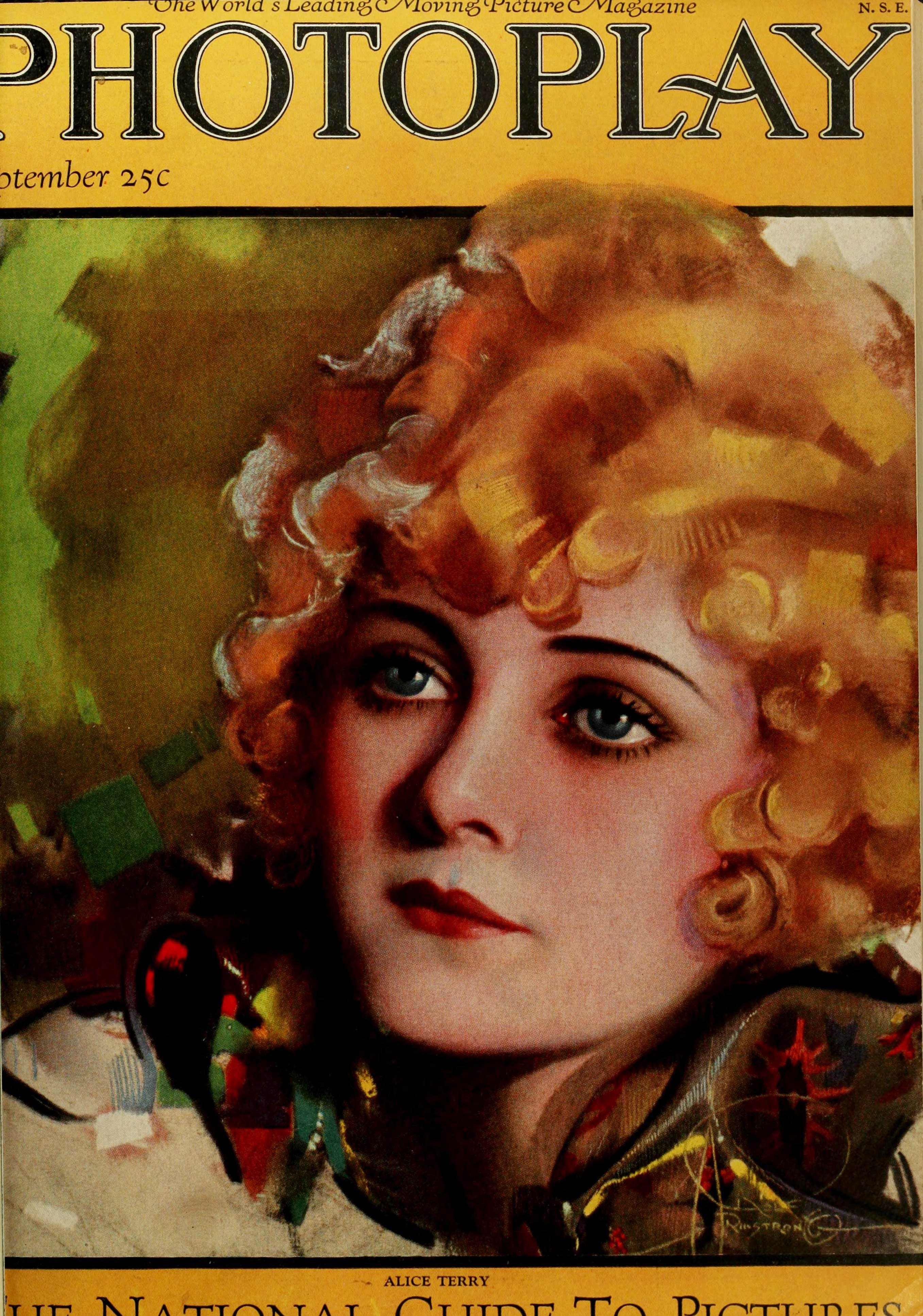
Alice Terry Photoplay septiembre de 1922
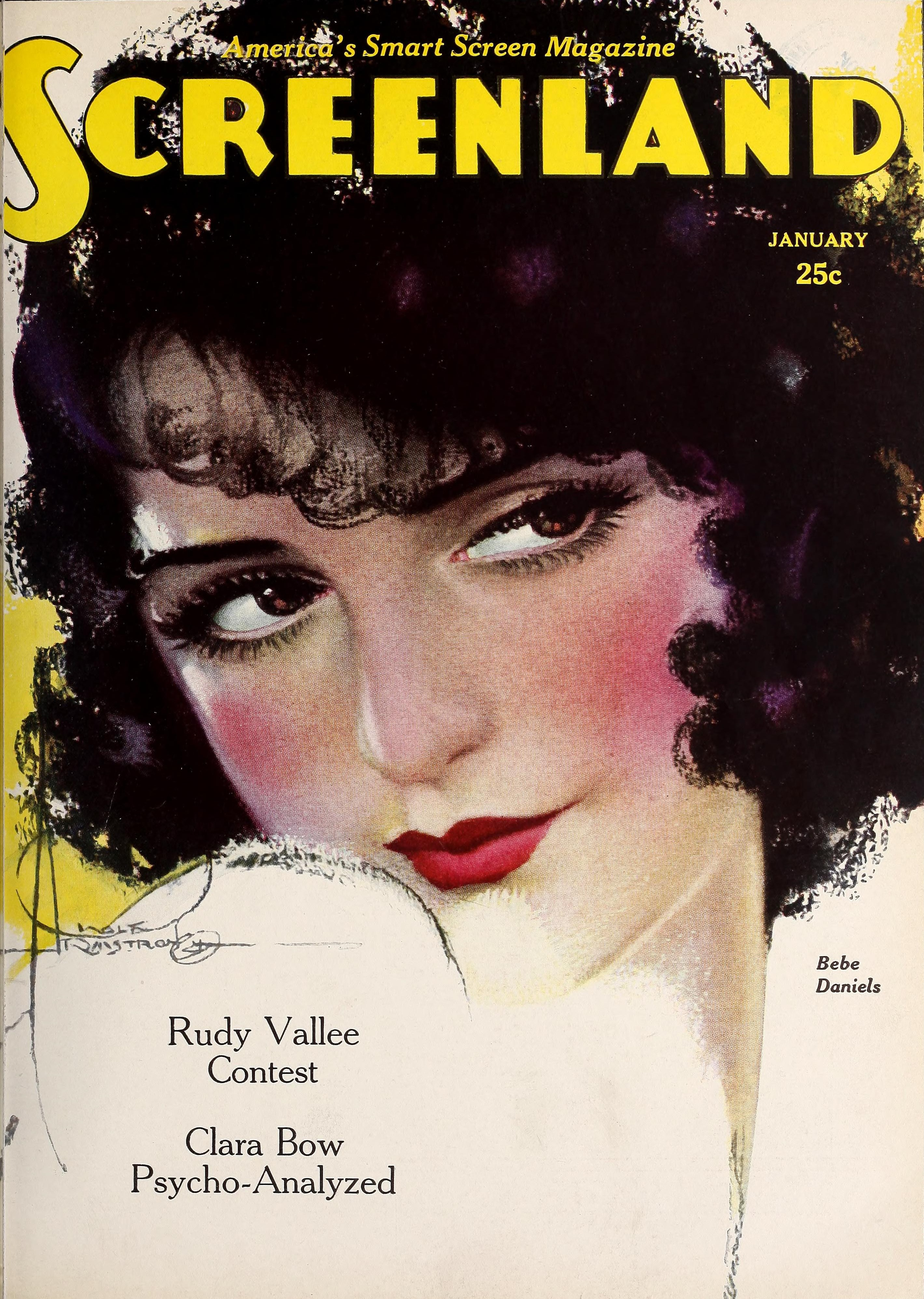
Bebe Daniels Screenland enero de 1930

### Screenland(enero de 1930)
Armstrong retrató a dieciséis actrices para el número de enero de 1930 de Screenland.

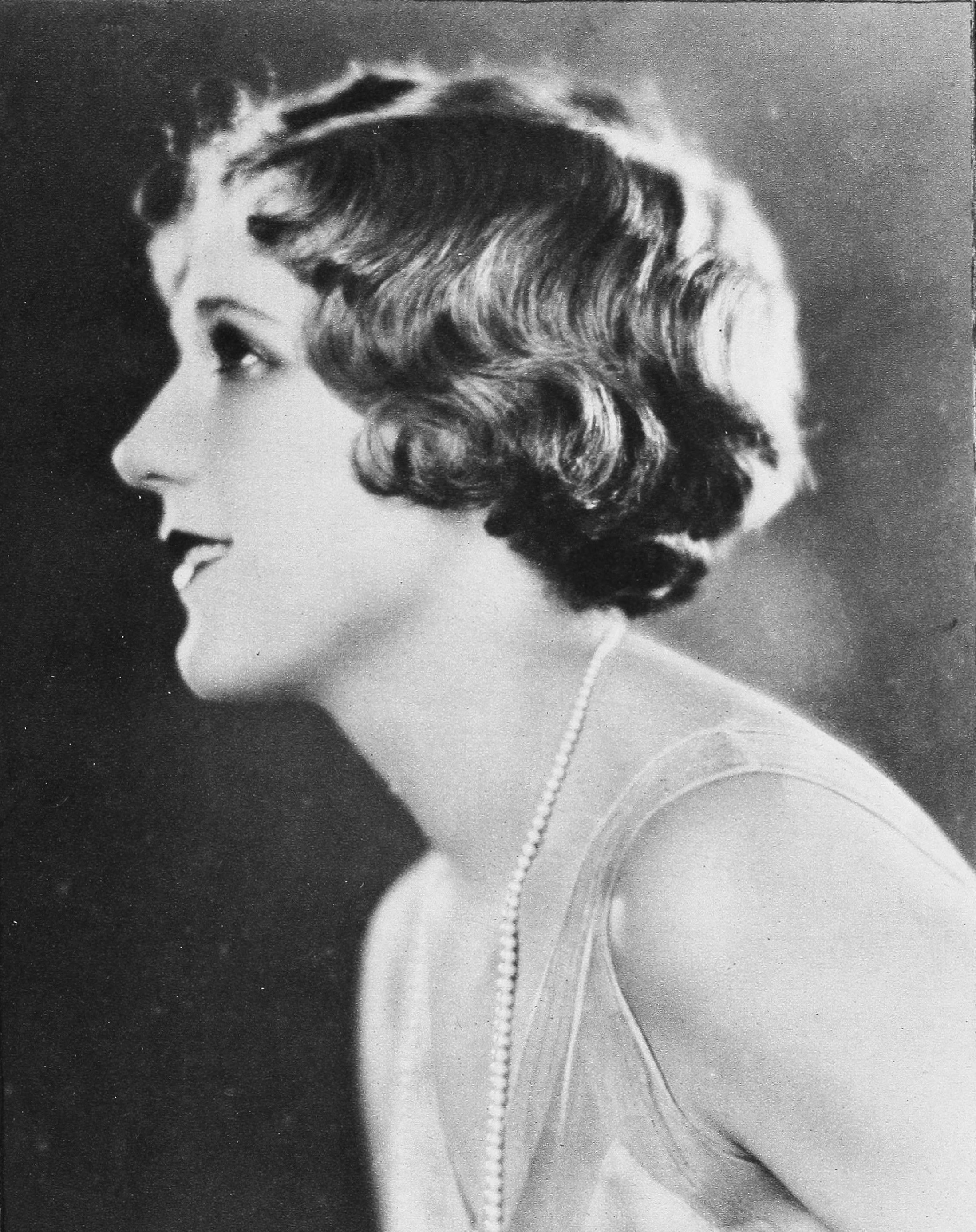
Mary Pickford
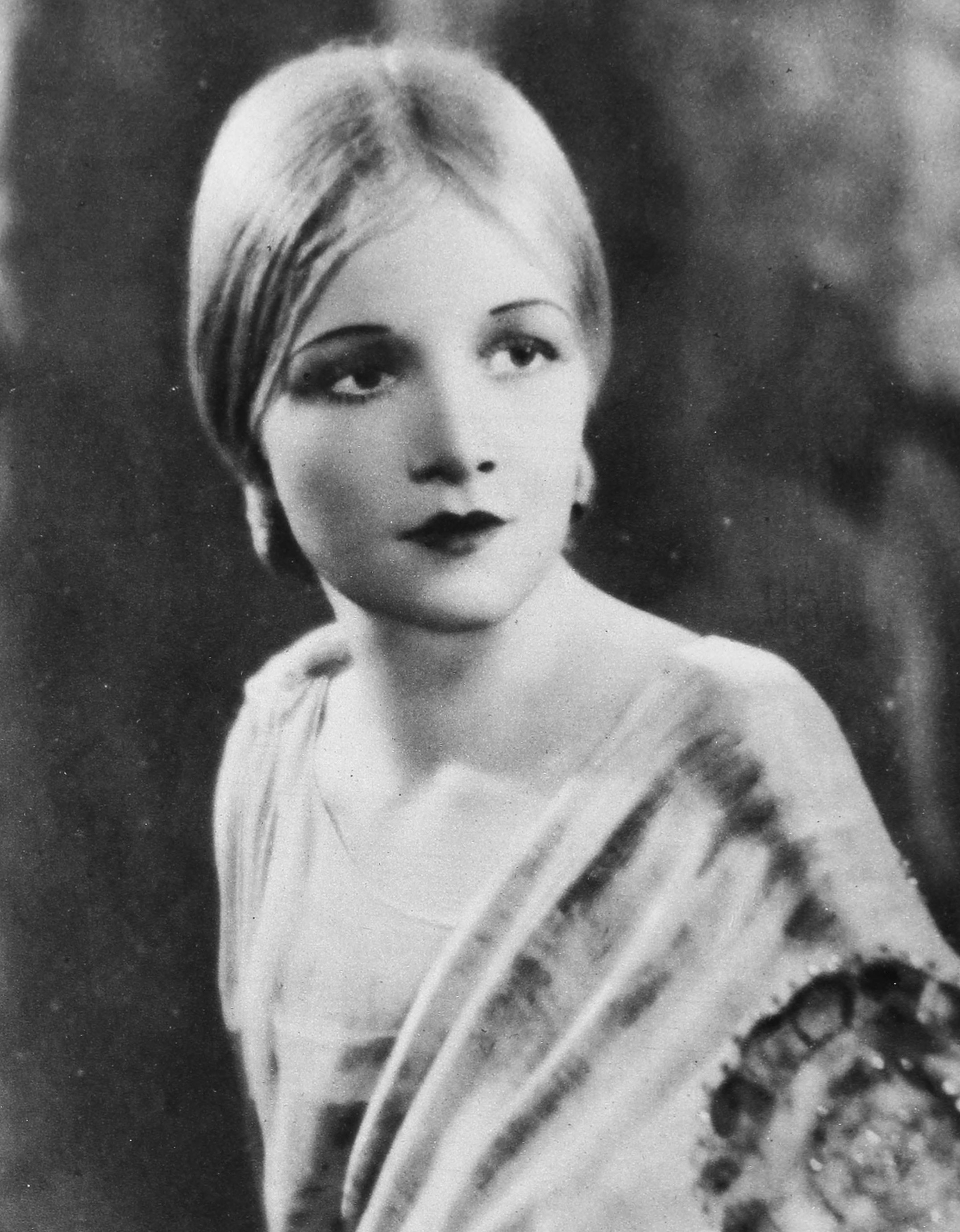
Ann Harding
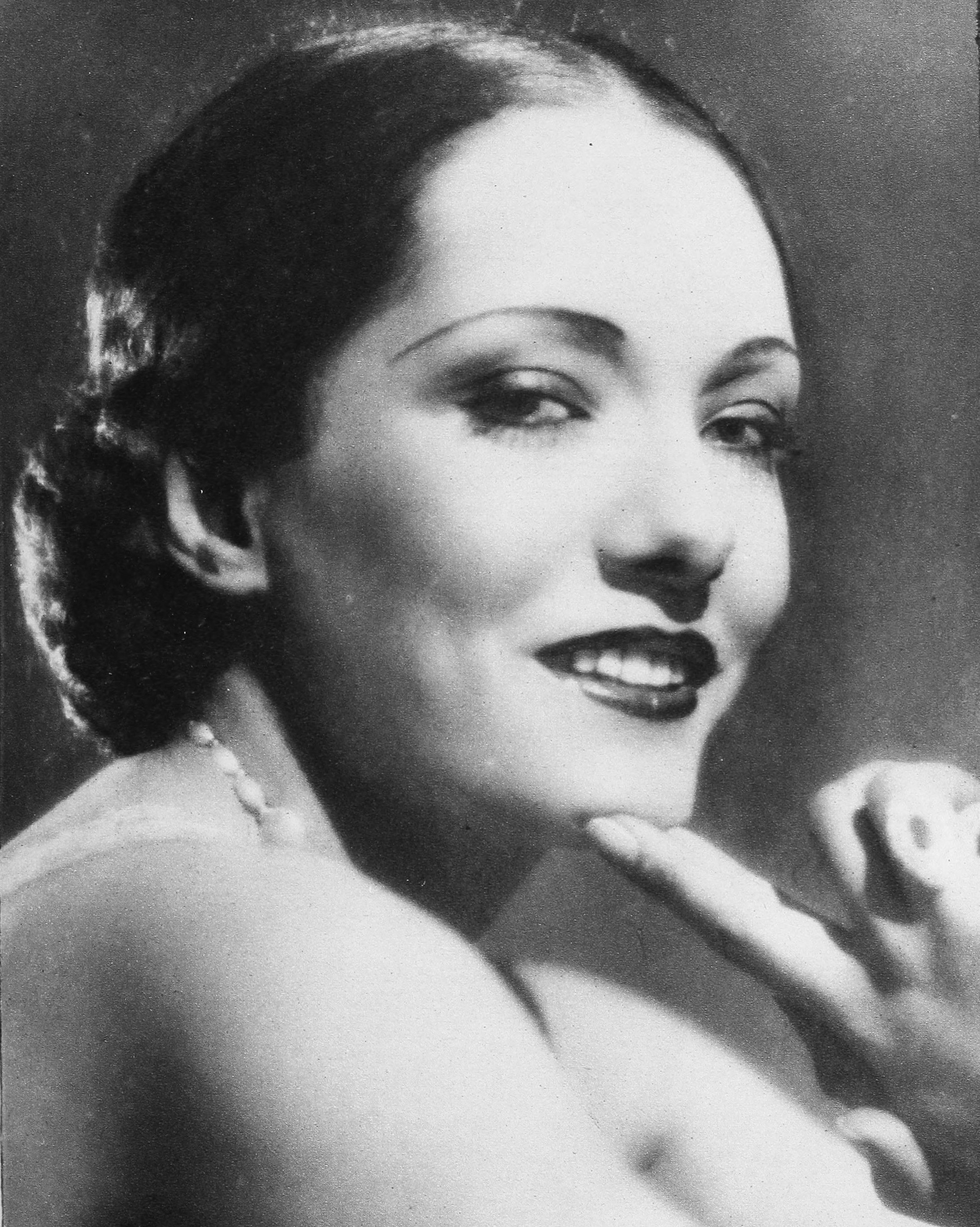
Lupe Vélez
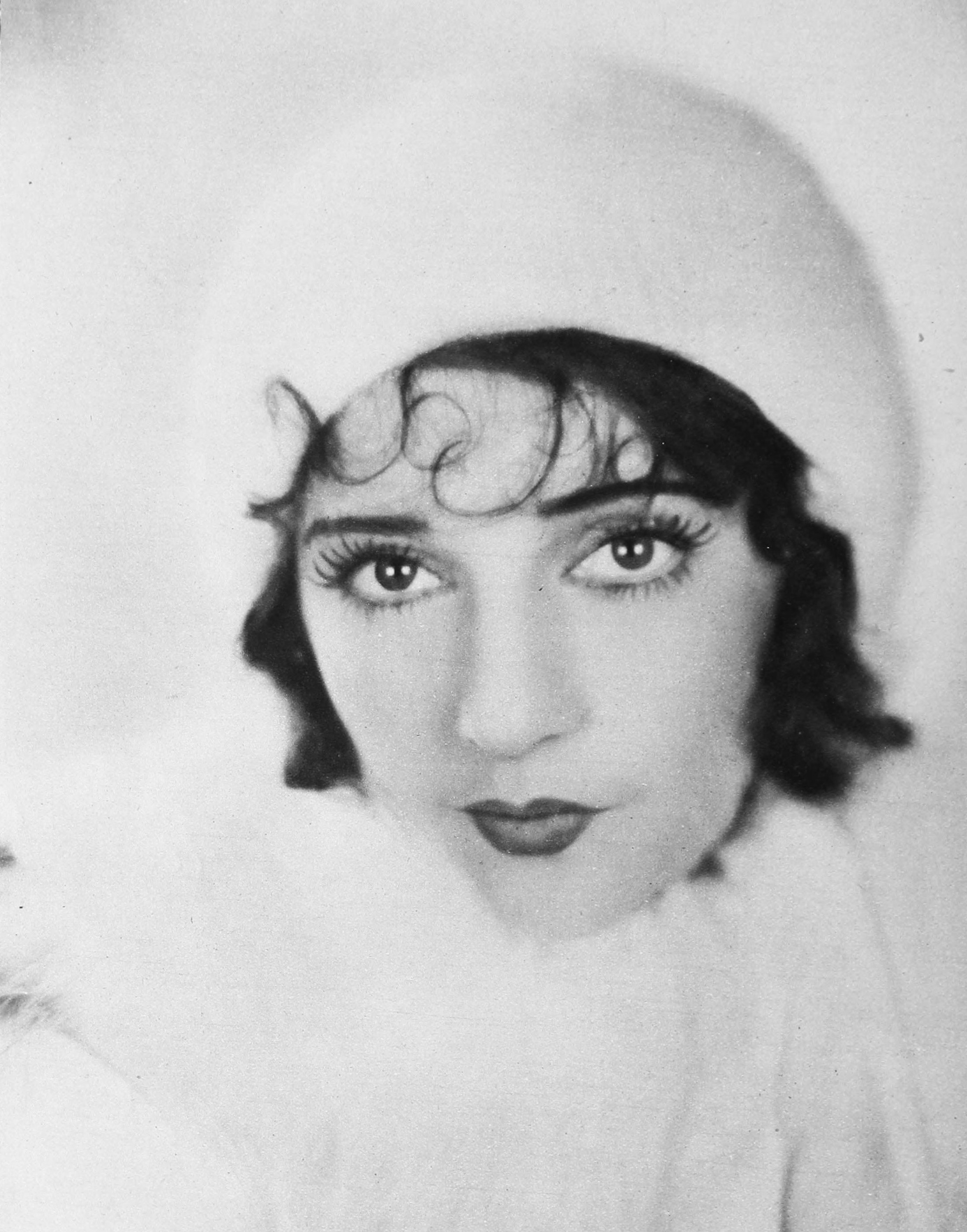
Bebe Daniels
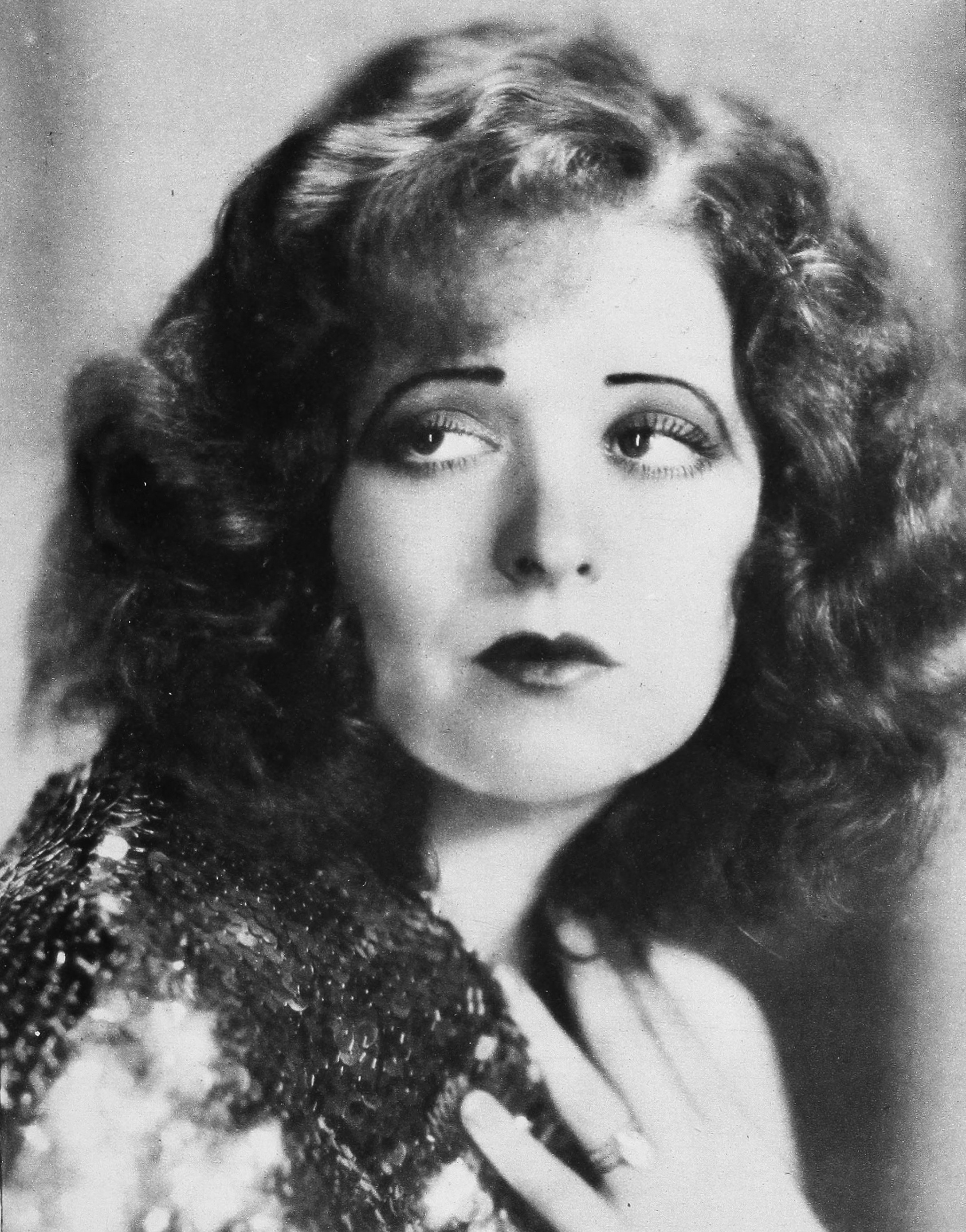
Clara Bow
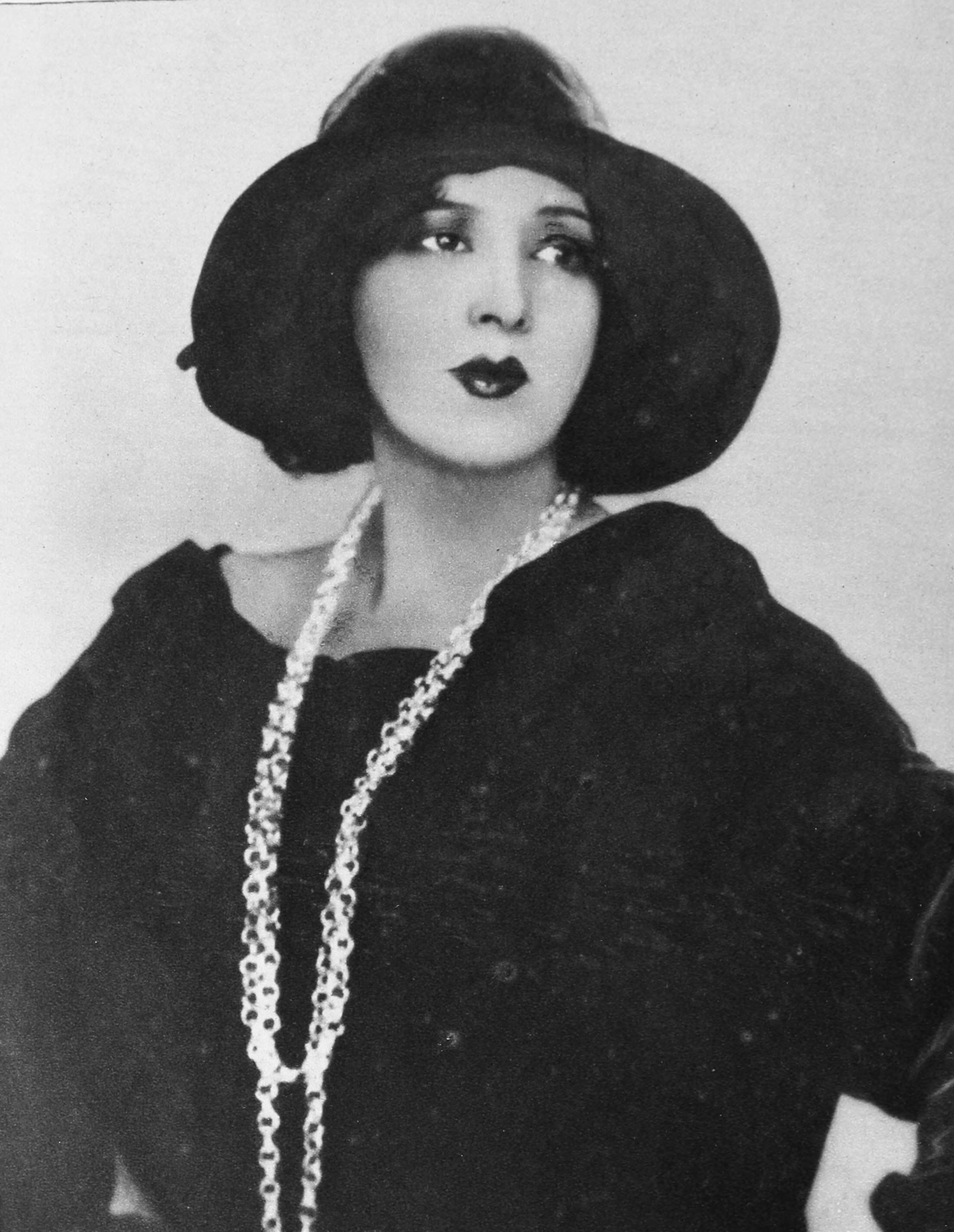
Estelle Taylor
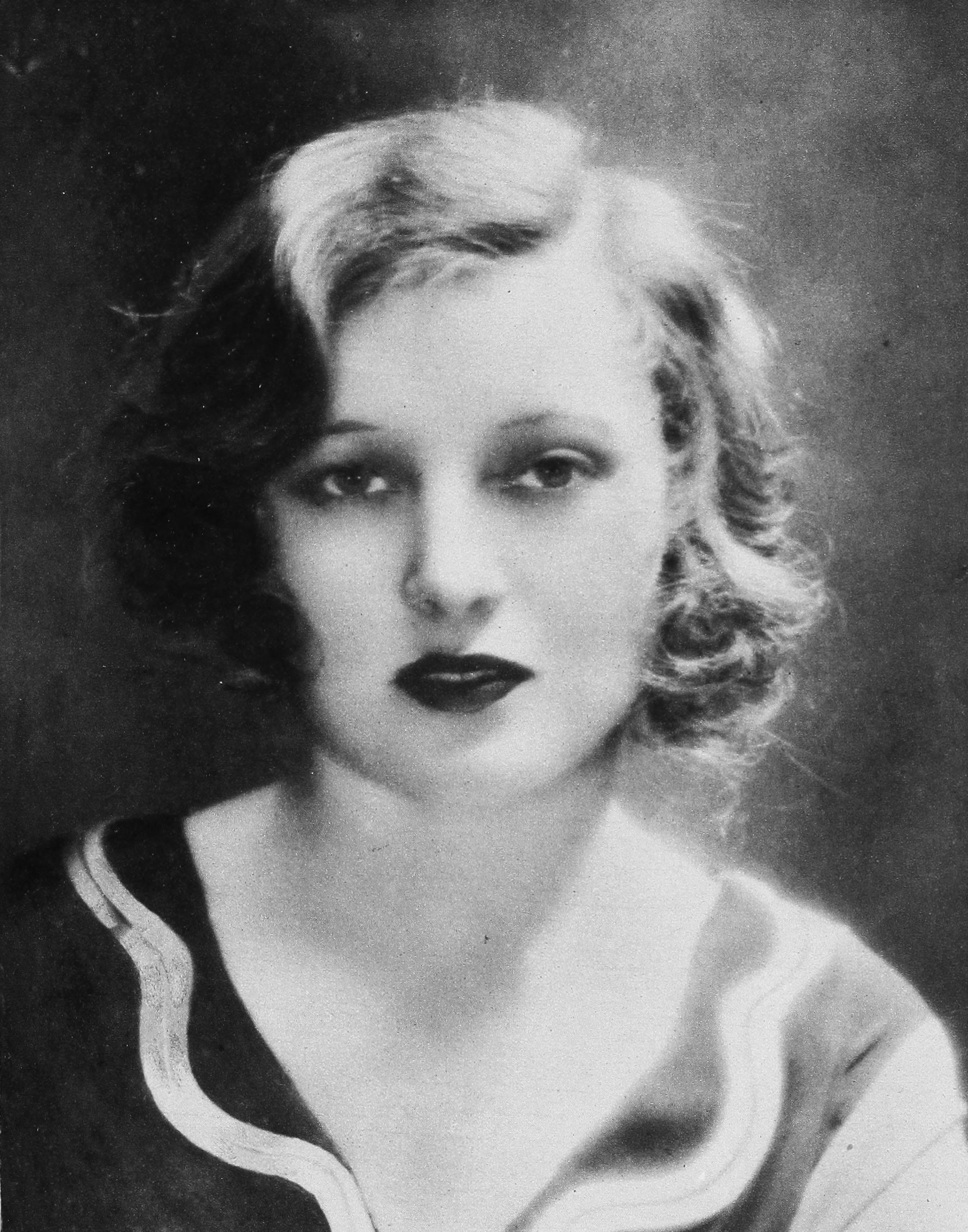
Corinne Griffith
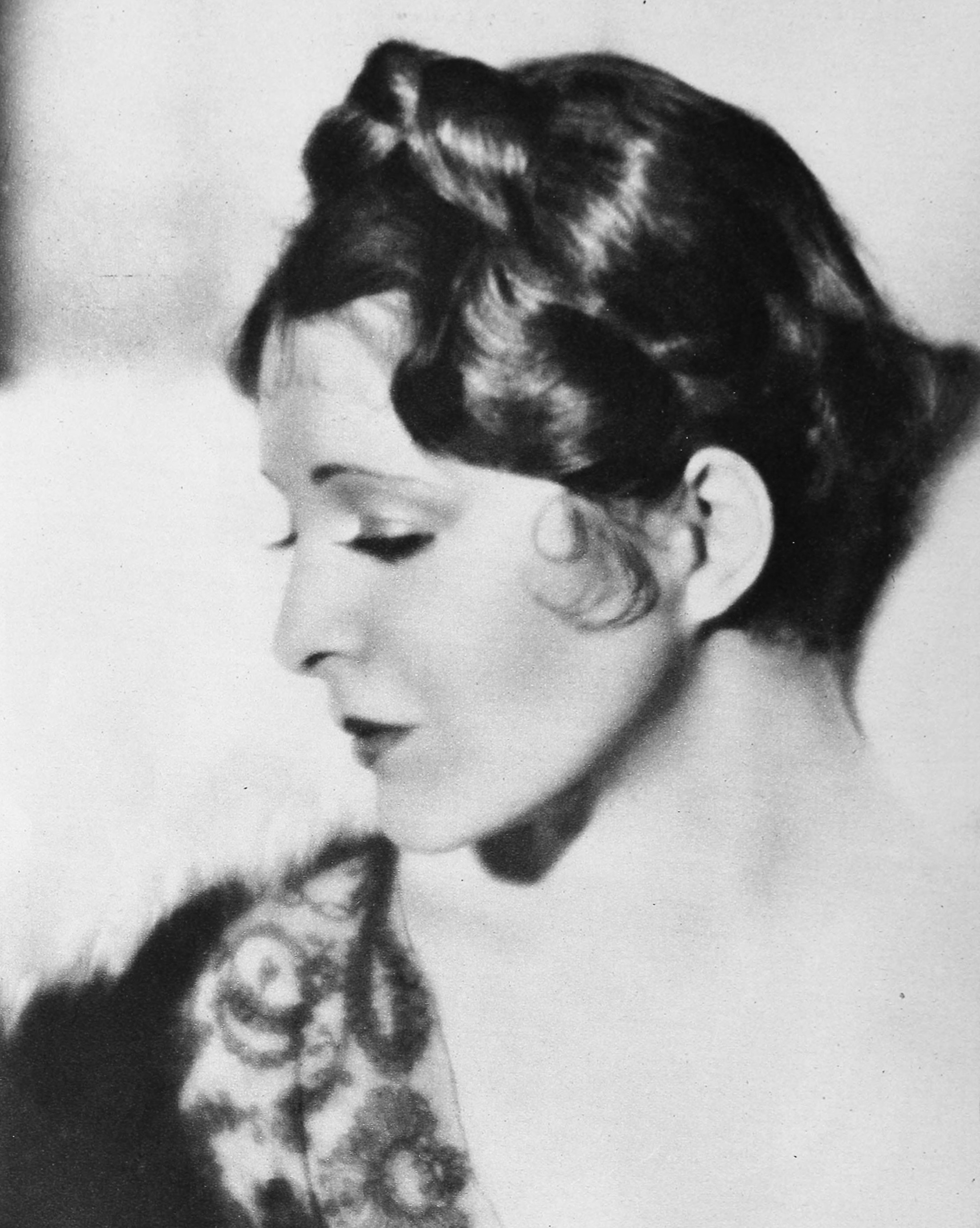
Billie Dove
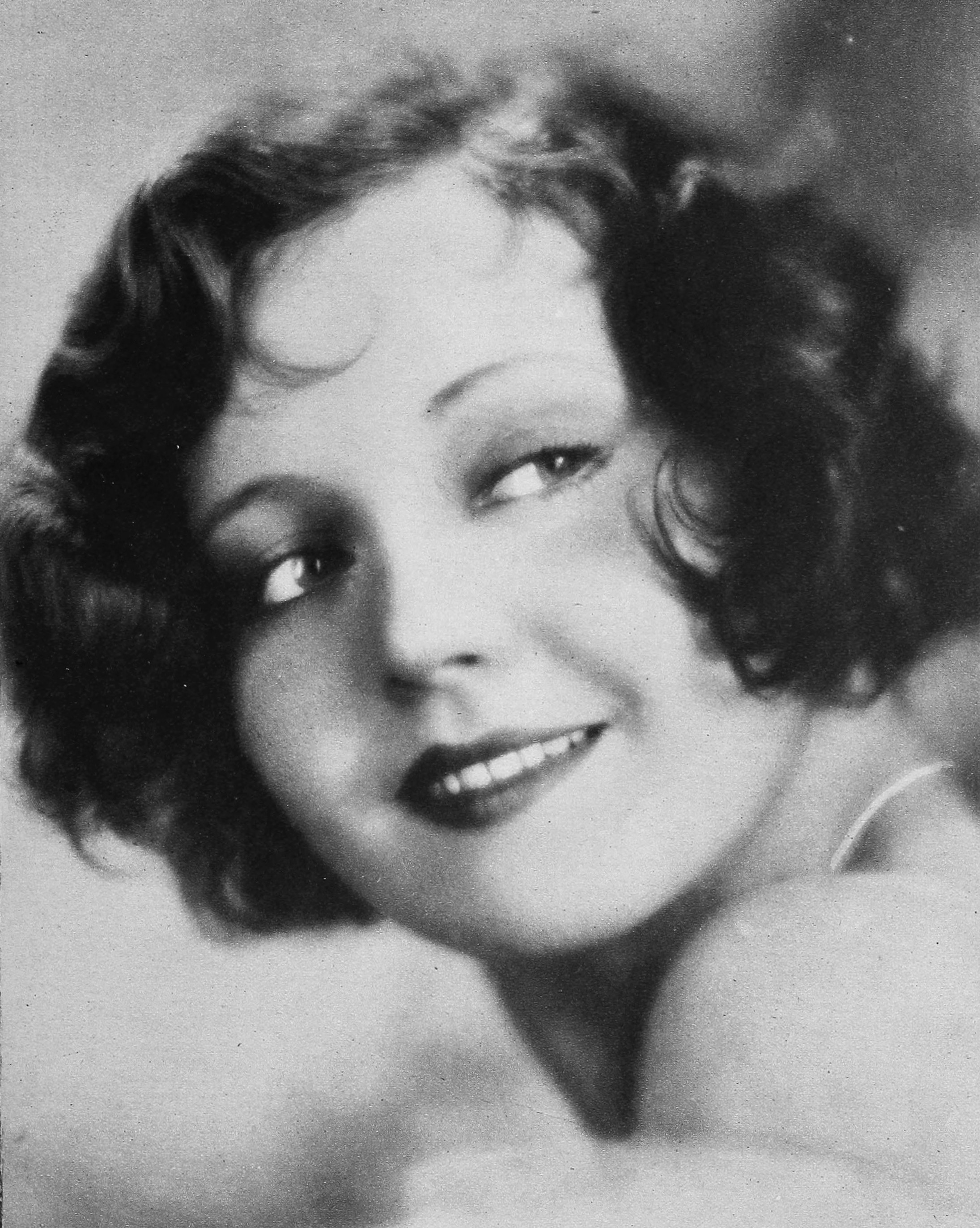
Nancy Carroll
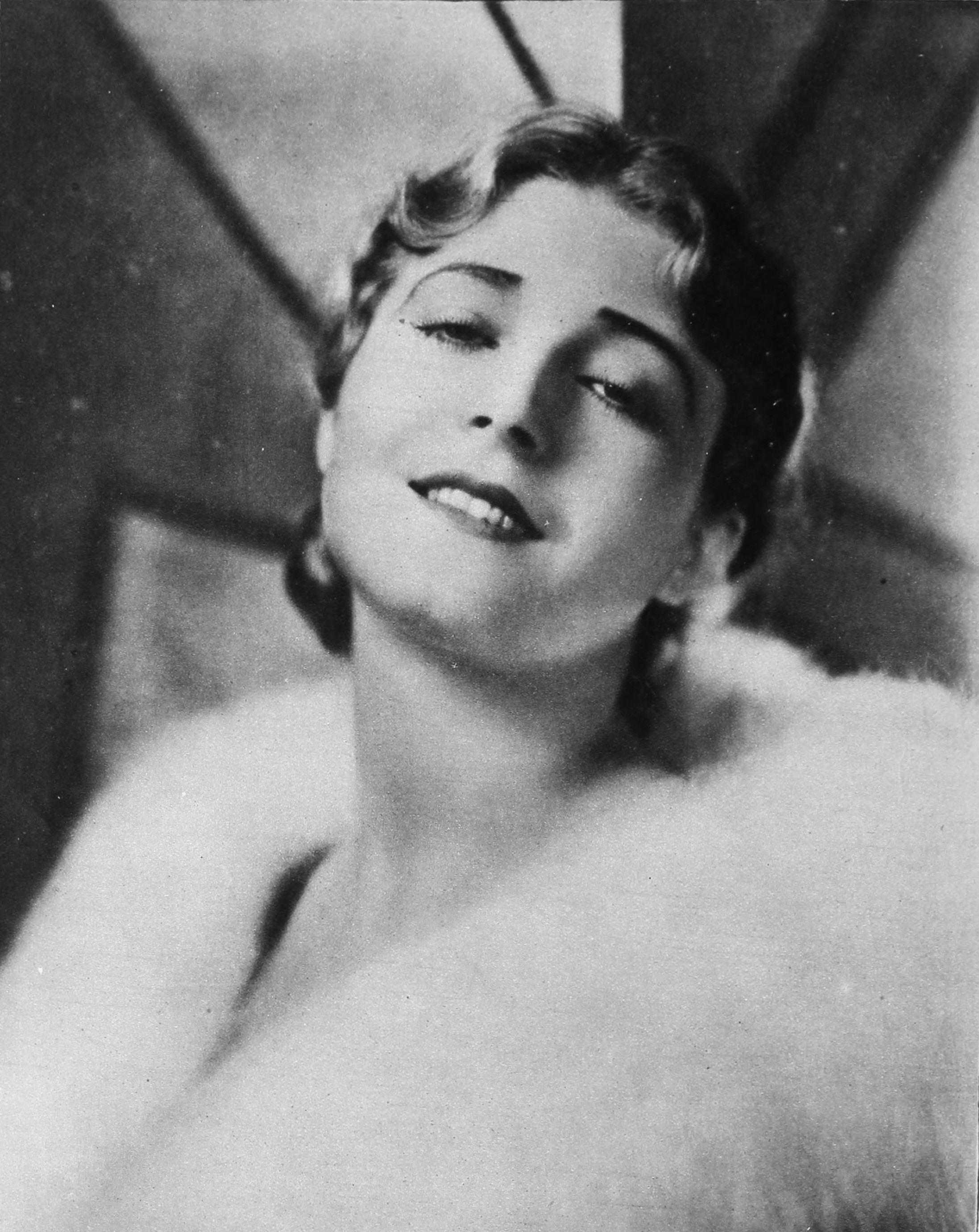
Vilma Banky
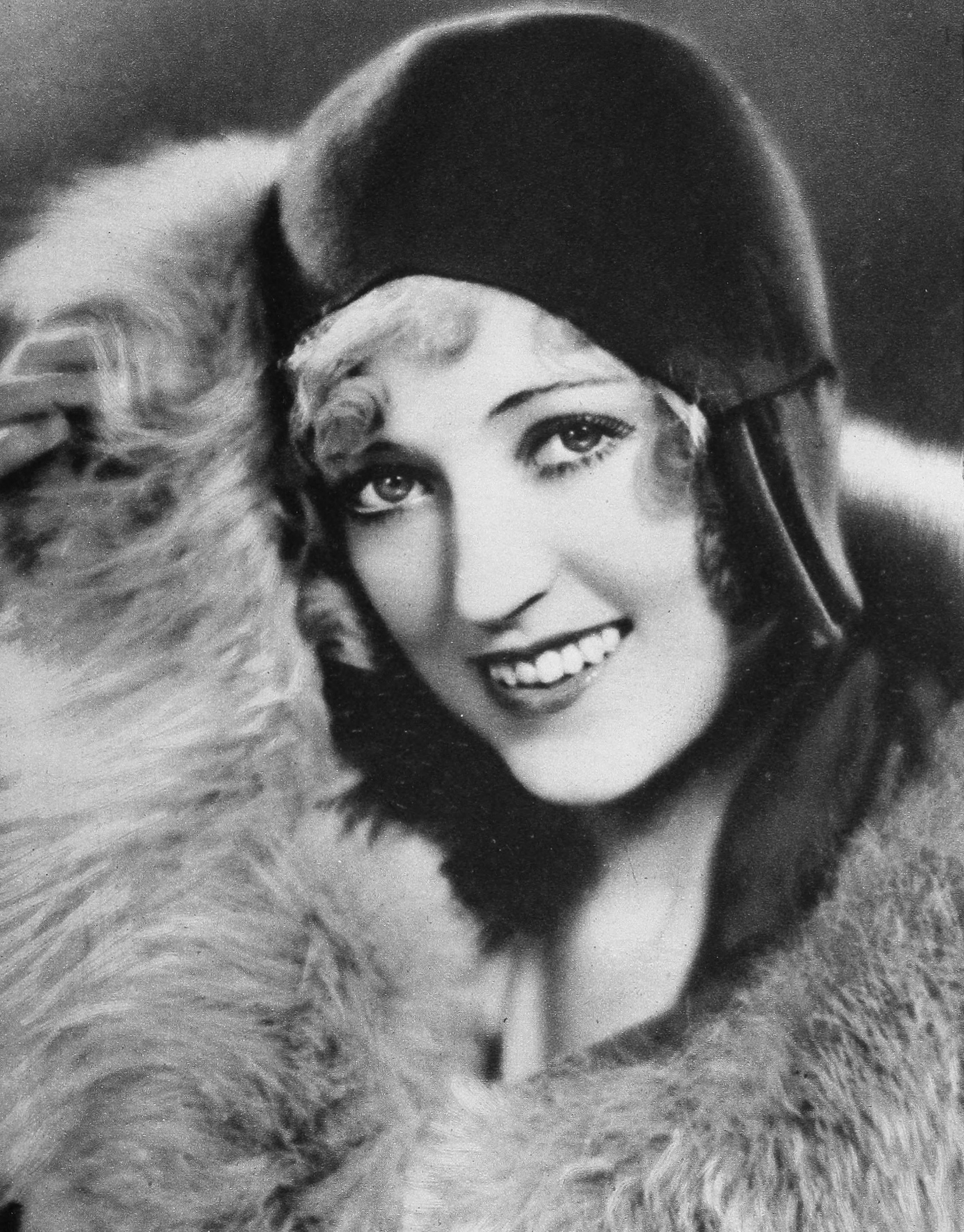
Marion Davies
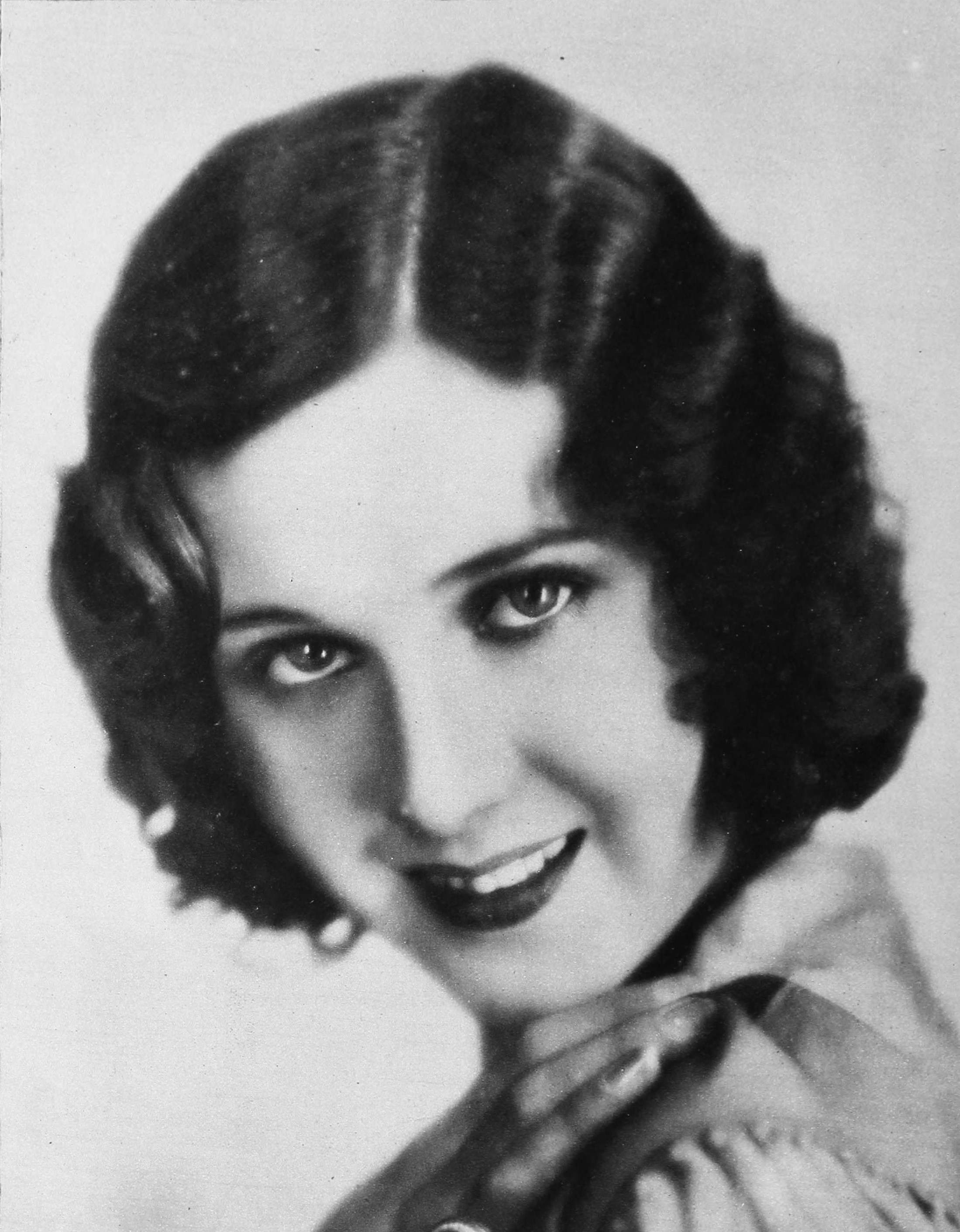
Mary Brian
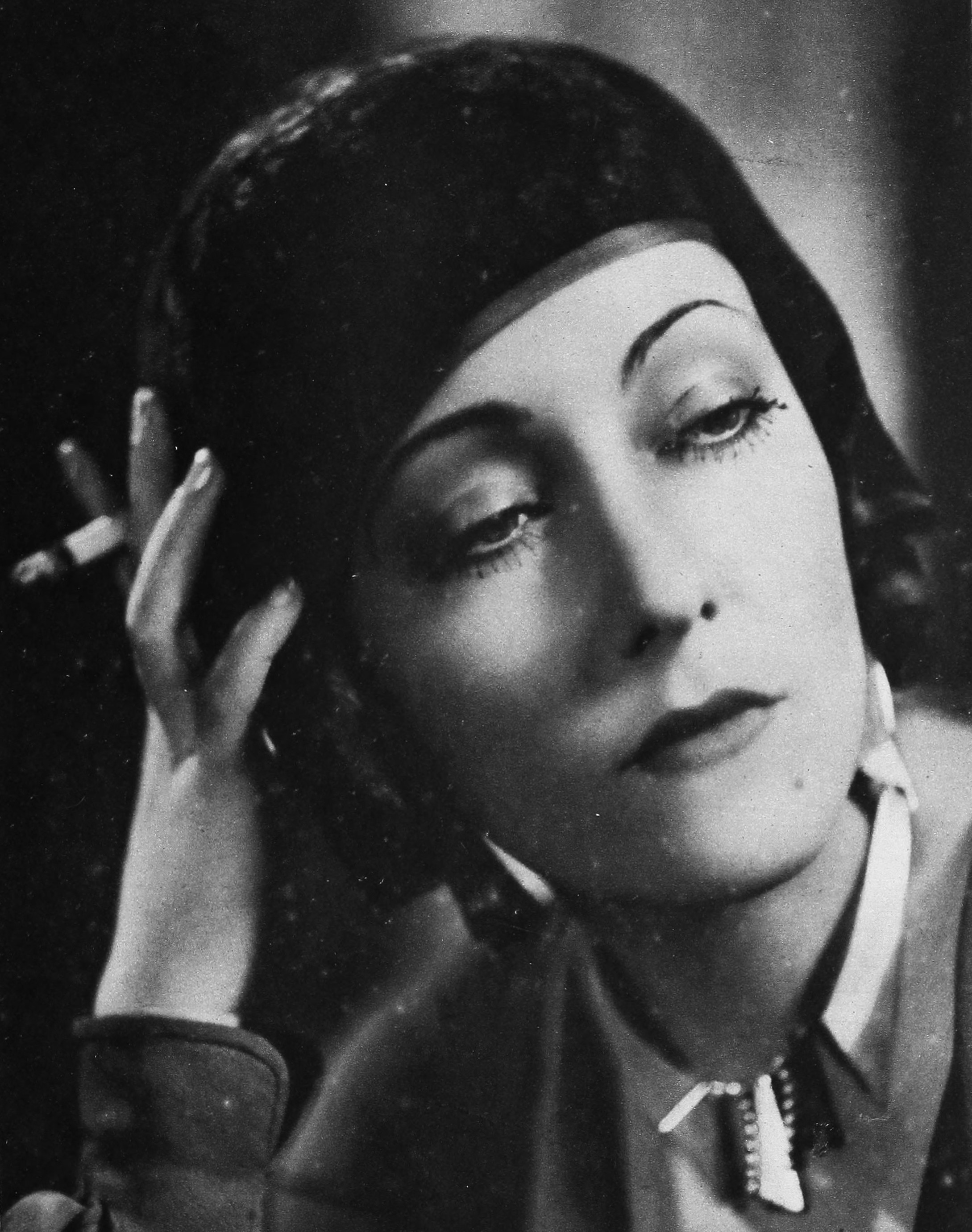
Gloria Swanson
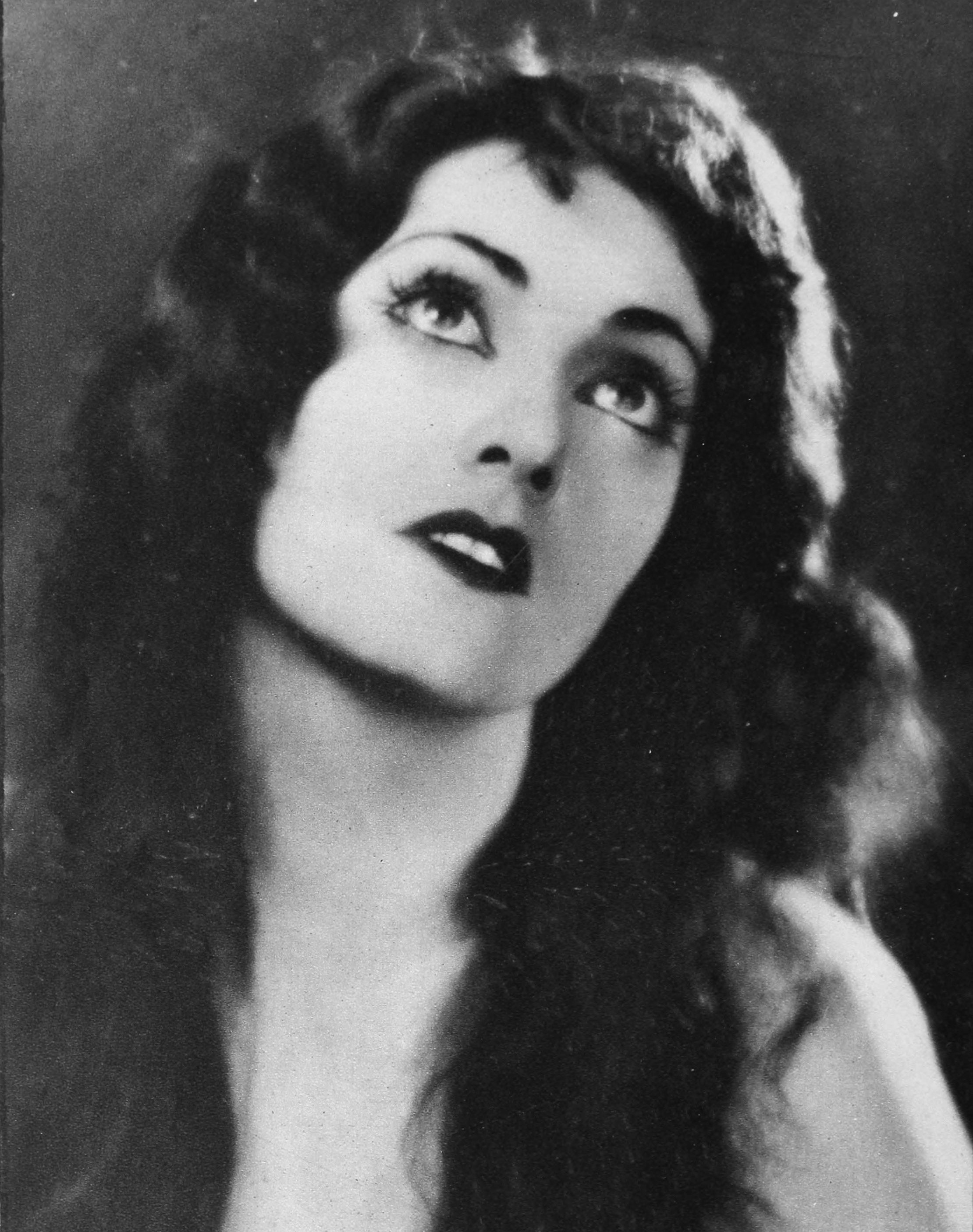
Eve Southern
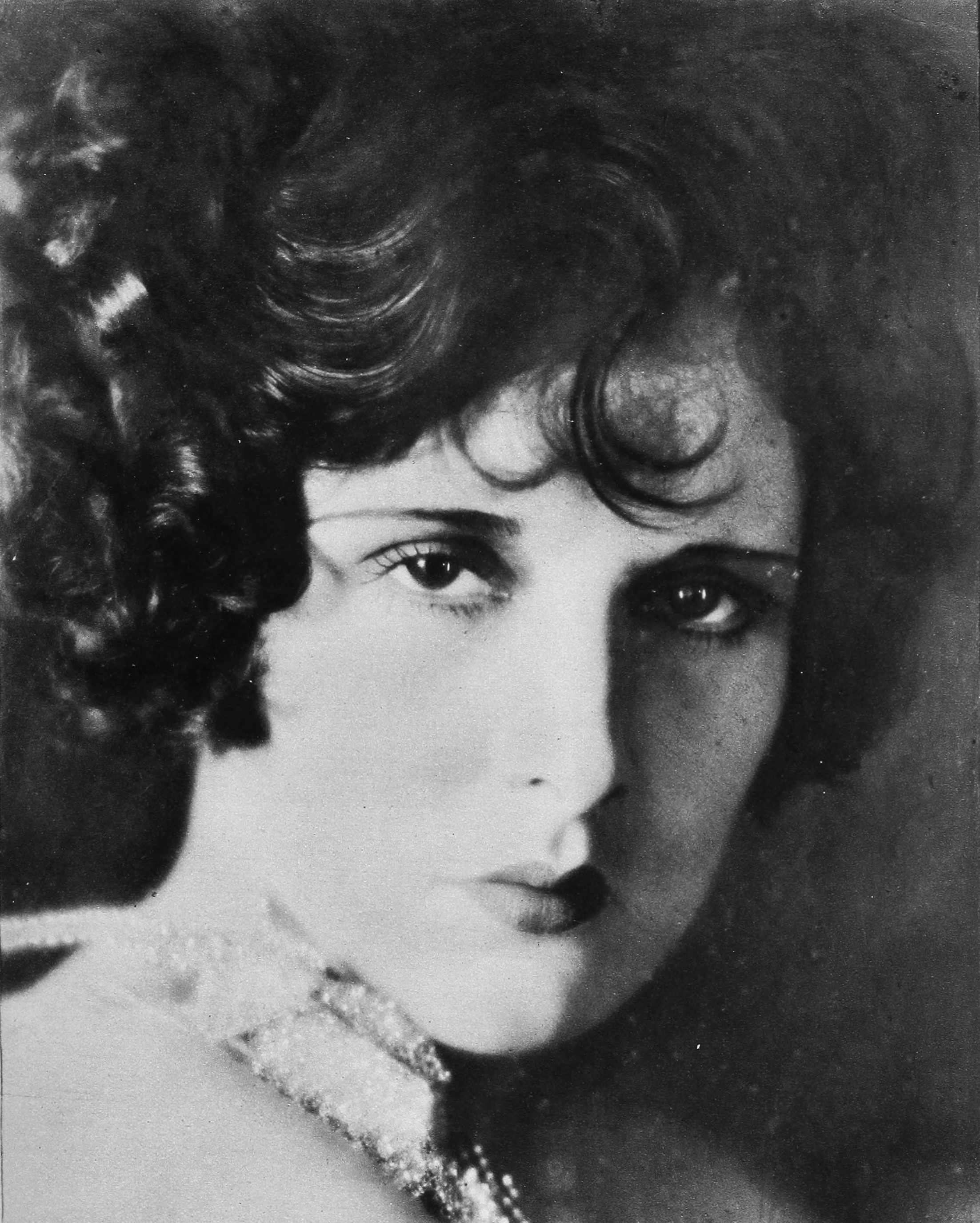
Evelyn Brent
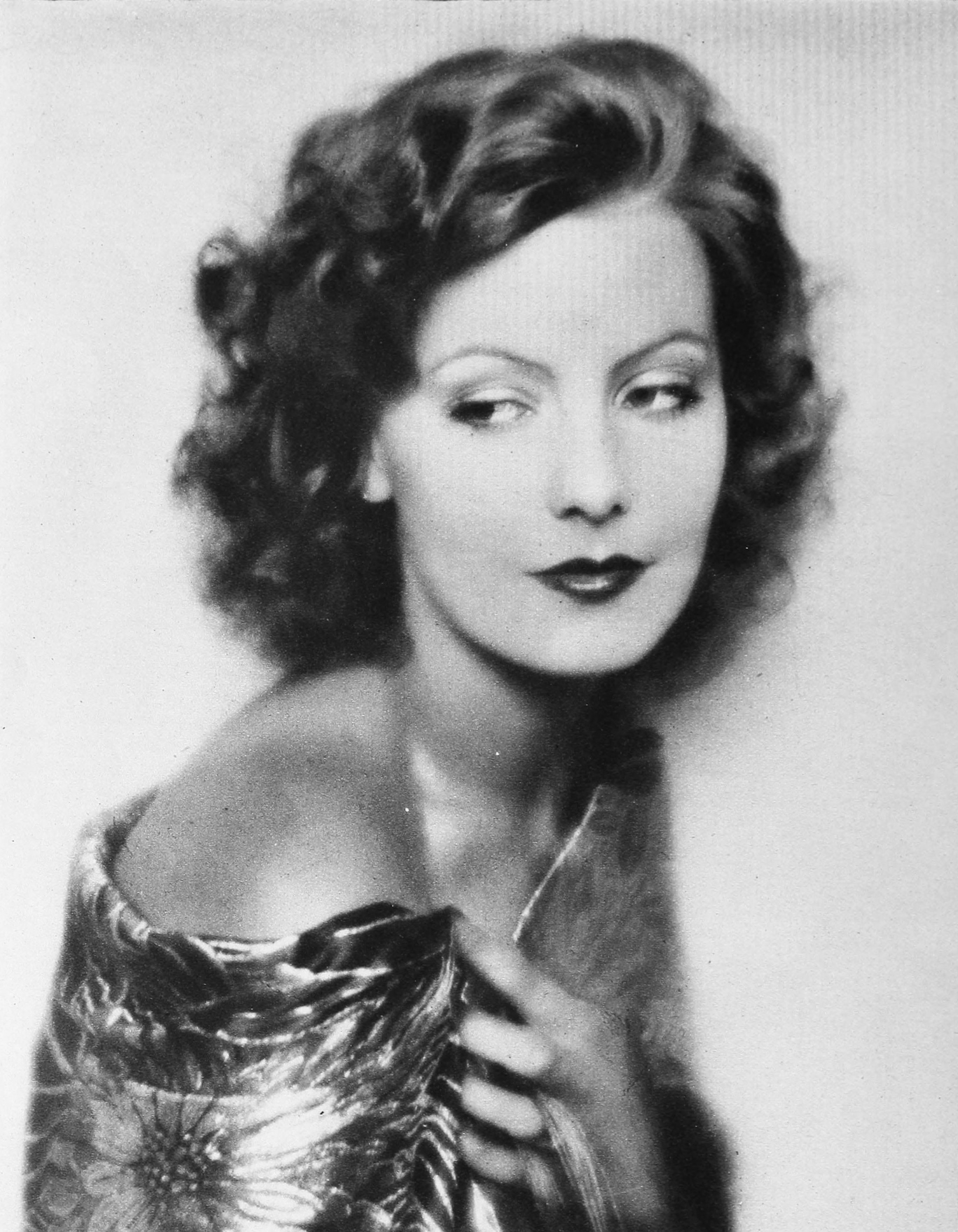
Greta Garbo